# 镇江市公共交通线路列表
镇江公交是镇江市的主要公共交通出行方式，镇江市公共交通线路列表列出了镇江全市由正规公交客运公司运营的线路。

## 运营公司
本表中线路底色表示运营公司，具体说明如下：

### 镇江市本地运营公司
| 运营公司简称 | 运营公司全称                       | 运营公司全称                   | 备注                                       |
| 镇江公交     | 镇江市公共交通有限公司             | 第一分公司                     | 旗下包含101车队、102车队、103车队、104车队 |
| 镇江公交     | 镇江市公共交通有限公司             | 第二分公司                     | 旗下包含201车队、202车队、203车队、204车队 |
| 镇江公交     | 镇江市公共交通有限公司             | 第三分公司                     | 旗下包含301车队、302车队、303车队、304车队 |
| 镇江公交     | 镇江市公共交通有限公司             | 出租汽车分公司                 | 出租汽车分公司俗称四分公司                 |
| 江天集团     | 江苏省镇江江天汽运集团有限责任公司 | 公交分公司                     |                                            |
| 江天集团     | 江苏省镇江江天汽运集团有限责任公司 | 丹阳分公司                     |                                            |
| 江天集团     | 江苏省镇江江天汽运集团有限责任公司 | 扬中分公司                     |                                            |
| 江天集团     | 江苏省镇江江天汽运集团有限责任公司 | 句容分公司                     |                                            |
| 新区公交     | 镇江新区公共交通有限公司           | 镇江新区公共交通有限公司       |                                            |
| 新运公交     | 镇江新运公交运输有限公司           | 镇江新运公交运输有限公司       |                                            |
| 丹阳公交     | 丹阳市公共交通公司                 | 丹阳市公共交通公司             |                                            |
| 中扬公交     | 扬中市中扬公共交通运输有限公司     | 扬中市中扬公共交通运输有限公司 |                                            |
| 句容公交     | 句容市华通客运有限公司             | 句容市华通客运有限公司         |                                            |
| 句容公交     | 句容市公交总公司                   |                                |                                            |
| 句容公交     | 句容市城乡公交有限公司             |                                |                                            |
| 句容公交     | 句容市镇村公交有限公司             |                                |                                            |

### 外地跨市运营公司
| 运营公司简称 | 运营公司全称                       | 备注 |
| ------------ | ---------------------------------- | ---- |
| 扬汽集团     | 江苏省扬州汽车运输集团有限责任公司 |      |
| 南京公交     | 南京公共交通（集团）有限公司       |      |
| 东山公交     | 南京东山公交客运有限公司           |      |
| 溧水公交     | 南京溧水交通公共客运有限公司       |      |
| 常州公交     | 常州市公共交通集团有限责任公司     |      |
| 金坛公交     | 常州市金坛区公共交通有限公司       |      |
| 常运集团     | 常州公路运输集团有限公司           |      |

## 镇江市区（京口区、丹徒区、润州区）线路
| 番号                                                  | 番号               | 起讫站             | 首班                                                                                       | 末班                                                                                       | 间隔时间                                                                                   | 间隔时间                                                                                   | 起讫站                   | 首班                                                                                 | 末班                                                                                 | 间隔时间                                                                             | 间隔时间                                                                             | 票价                              | 备注                                                                       |
| 番号                                                  | 番号               | 起讫站             | 首班                                                                                       | 末班                                                                                       | 高峰                                                                                       | 平峰                                                                                       | 起讫站                   | 首班                                                                                 | 末班                                                                                 | 高峰                                                                                 | 平峰                                                                                 | 票价                              | 备注                                                                       |
| 1                                                     | 1                  | 迎江桥             | 06:00                                                                                      | 19:25                                                                                      | 6-8                                                                                        | 8-12                                                                                       | 科技新城东园公交站       | 05:40                                                                                | 18:40                                                                                | 6-8                                                                                  | 8-12                                                                                 | 1元、IC卡通用                     | 103车队运营                                                                |
| 2                                                     | 2                  | 火车站北广场       | 05:40                                                                                      | 22:30                                                                                      | 7-10                                                                                       | 10-15/15-30                                                                                | 金山公园                 | 05:50                                                                                | 22:30                                                                                | 7-10                                                                                 | 10-15/15-30                                                                          | 1元、IC卡通用                     | 102车队运营                                                                |
| 3                                                     | 3                  | 火车站北广场       | 05:40                                                                                      | 22:00                                                                                      | 10                                                                                         | 10                                                                                         | 谏壁公交站               | 05:40                                                                                | 22:00                                                                                | 10                                                                                   | 10                                                                                   | 1元、IC卡通用                     | 301车队运营                                                                |
| 4                                                     | 4                  | 火车站北广场       | 05:40                                                                                      | 22:00                                                                                      | 5-10                                                                                       | 10-15                                                                                      | 焦山风景区               | 06:00                                                                                | 22:00                                                                                | 5-10                                                                                 | 10-15                                                                                | 1元、IC卡通用                     | 102车队运营                                                                |
| 5                                                     | 5                  | 大东公交站         | 05:40                                                                                      | 19:00                                                                                      | 10-15                                                                                      | 10-15                                                                                      | 蒋乔公交站               | 05:40                                                                                | 19:20                                                                                | 10-15                                                                                | 10-15                                                                                | 1元、IC卡通用                     | 204车队运营                                                                |
| 6                                                     | 6                  | 大东公交站         | 06:20                                                                                      | 19:30                                                                                      | 10-15                                                                                      | 15-20                                                                                      | 公交丹徒新城枢纽站       | 05:50                                                                                | 18:40                                                                                | 10-15                                                                                | 15-20                                                                                | 1元、IC卡通用                     | 202车队运营                                                                |
| 8                                                     | 8                  | 金山公园           | 06:30                                                                                      | 19:10                                                                                      | 10-15                                                                                      | 10-15                                                                                      | 科技新城西园公交站       | 05:50                                                                                | 18:30                                                                                | 10-15                                                                                | 10-15                                                                                | 1元、IC卡通用                     | 303车队运营                                                                |
| 9                                                     | 9                  | 南门汽车客运站     | 05:50                                                                                      | 18:10                                                                                      | 20-25                                                                                      | 30-40                                                                                      | 谏壁公交站               | 06:10                                                                                | 19:00                                                                                | 20-25                                                                                | 30-40                                                                                | 1元、IC卡通用                     | 301车队运营                                                                |
| 10                                                    | 10                 | 渡口               | 06:10                                                                                      | 19:40                                                                                      | 10-15                                                                                      | 10-15                                                                                      | 焦山风景区               | 05:40                                                                                | 18:45                                                                                | 10-15                                                                                | 10-15                                                                                | 1元、IC卡通用                     | 101车队运营                                                                |
| 11                                                    | 11                 | 我家山水           | 06:00                                                                                      | 22:00                                                                                      | 10                                                                                         | 10-20                                                                                      | 黄山西路公交站           | 05:40                                                                                | 22:00                                                                                | 10                                                                                   | 10-20                                                                                | 1元、IC卡通用                     | 104车队运营                                                                |
| 12                                                    | 12                 | 梦溪嘉苑           | 06:00                                                                                      | 18:10                                                                                      | 15-20                                                                                      | 20-25                                                                                      | 三茅宫公交站             | 06:40                                                                                | 18:55                                                                                | 15-20                                                                                | 20-25                                                                                | 1元、IC卡通用                     | 104车队运营                                                                |
| 14                                                    | 14                 | 京江公交站         | 06:30                                                                                      | 19:30                                                                                      | 14-16                                                                                      | 16-20                                                                                      | 宗泽路停车场             | 05:50                                                                                | 18:40                                                                                | 14-16                                                                                | 16-20                                                                                | 1元、IC卡通用                     | 101车队运营                                                                |
| 15                                                    | 15                 | 南山风景区         | 06:40                                                                                      | 18:40                                                                                      | 20-25                                                                                      | 20-25                                                                                      | 白娘子园公交站           | 06:10                                                                                | 18:00                                                                                | 20-25                                                                                | 20-25                                                                                | 1元、IC卡通用                     | 102车队运营                                                                |
| 16                                                    | 16                 | 南门汽车客运站     | 06:30                                                                                      | 18:30                                                                                      | 15                                                                                         | 30                                                                                         | 江大北公交站             | 06:00                                                                                | 18:00                                                                                | 15                                                                                   | 30                                                                                   | 1元、IC卡通用                     | 103车队运营                                                                |
| 17                                                    | 17                 | 南门汽车客运站     | 05:45                                                                                      | 18:00                                                                                      | 25                                                                                         | 30                                                                                         | 疏港路                   | 06:30                                                                                | 18:50                                                                                | 25                                                                                   | 30                                                                                   | 1元、IC卡通用                     | 103车队运营                                                                |
| 18                                                    | 18                 | 江山名洲           | 06:00                                                                                      | 18:20                                                                                      | 15-20                                                                                      | 20-30                                                                                      | 镇江国家高新区           | 06:30                                                                                | 19:10                                                                                | 15-20                                                                                | 20-30                                                                                | 1元、IC卡通用                     | 104车队运营                                                                |
| 19                                                    | 19                 | 火车站南广场       | 05:40                                                                                      | 22:00                                                                                      | 3-6                                                                                        | 3-6                                                                                        | 公交江大枢纽站           | 05:40                                                                                | 22:00                                                                                | 3-6                                                                                  | 3-6                                                                                  | 1元、IC卡通用                     | 302车队运营                                                                |
| 20                                                    | 夏                 | 南门汽车客运站     | 06:00                                                                                      | 18:10                                                                                      | 25-30                                                                                      | 25-30                                                                                      | 龙泉公交站               | 06:00                                                                                | 19:20                                                                                | 25-30                                                                                | 25-30                                                                                | 翻牌票价3、2、1元、IC卡通用       | 303车队运营                                                                |
| 20                                                    | 冬                 | 南门汽车客运站     | 06:00                                                                                      | 18:10                                                                                      | 25-30                                                                                      | 25-30                                                                                      | 龙泉公交站               | 06:00                                                                                | 18:10                                                                                | 25-30                                                                                | 25-30                                                                                | 翻牌票价3、2、1元、IC卡通用       | 303车队运营                                                                |
| 21                                                    | 21                 | 迎江桥             | 05:40                                                                                      | 18:20                                                                                      | 10-15                                                                                      | 10-15                                                                                      | 北汽公交站               | 05:50                                                                                | 19:00                                                                                | 10-15                                                                                | 10-15                                                                                | 翻牌票价2、1元、IC卡通用          | 203车队运营                                                                |
| 22                                                    | 22                 | 大东公交站         | 05:40                                                                                      | 18:00                                                                                      | 15                                                                                         | 15-20                                                                                      | 大学城公交站             | 06:00                                                                                | 18:50                                                                                | 15                                                                                   | 15-20                                                                                | 翻牌票价2、1元、IC卡通用          | 204车队运营                                                                |
| 23                                                    | 高资线             | 梦溪嘉苑           | 05:40                                                                                      | 18:30                                                                                      | 10-12                                                                                      | 10-12                                                                                      | 高资公交站               | 06:00                                                                                | 19:20                                                                                | 10-12                                                                                | 10-12                                                                                | 翻牌票价2、1元、IC卡通用          | 204车队运营                                                                |
| 23                                                    | 京阳线             | 梦溪嘉苑           | 7:45/11:50/15:45                                                                           | 7:45/11:50/15:45                                                                           | 7:45/11:50/15:45                                                                           | 7:45/11:50/15:45                                                                           | 京阳水泥厂               | 9:00/13:00/17:00                                                                     | 9:00/13:00/17:00                                                                     | 9:00/13:00/17:00                                                                     | 9:00/13:00/17:00                                                                     | 翻牌票价3、2、1元、IC卡通用       | 204车队运营，已停运                                                        |
| 24                                                    | 夏                 | 火车站北广场       | 05:40                                                                                      | 18:20                                                                                      | 10-15                                                                                      | 15-20                                                                                      | 镇江新区公交站           | 05:50                                                                                | 19:20                                                                                | 10-15                                                                                | 15-20                                                                                | 翻牌票价3、2、1元、IC卡通用       | 301车队运营                                                                |
| 24                                                    | 冬                 | 火车站北广场       | 05:40                                                                                      | 18:20                                                                                      | 10-15                                                                                      | 15-20                                                                                      | 镇江新区公交站           | 05:50                                                                                | 18:55                                                                                | 10-15                                                                                | 15-20                                                                                | 翻牌票价3、2、1元、IC卡通用       | 301车队运营                                                                |
| 25                                                    | 25                 | 大东公交站         | 06:00                                                                                      | 18:00                                                                                      | 15                                                                                         | 25-30                                                                                      | 彩虹城                   | 06:30                                                                                | 18:30                                                                                | 15                                                                                   | 25-30                                                                                | 1元、IC卡通用                     | 204车队运营                                                                |
| 28                                                    | 28                 | 火车站南广场       | 06:10                                                                                      | 19:00                                                                                      | 20-25                                                                                      | 25-30                                                                                      | 京口工业园公交站         | 06:10                                                                                | 19:00                                                                                | 20-25                                                                                | 25-30                                                                                | 1元、IC卡通用                     | 301车队运营                                                                |
| 29                                                    | 夏                 | 金山公园           | 05:50                                                                                      | 18:20                                                                                      | 15-20                                                                                      | 20-30                                                                                      | 龙泉公交站               | 06:20                                                                                | 19:40                                                                                | 15-20                                                                                | 20-30                                                                                | 翻牌票价3、2、1元、IC卡通用       | 304车队运营                                                                |
| 29                                                    | 冬                 | 金山公园           | 05:50                                                                                      | 18:20                                                                                      | 15-20                                                                                      | 20-30                                                                                      | 龙泉公交站               | 06:20                                                                                | 18:50                                                                                | 15-20                                                                                | 20-30                                                                                | 翻牌票价3、2、1元、IC卡通用       | 304车队运营                                                                |
| 30                                                    | 30                 | 三茅宫公交站       | 06:40                                                                                      | 18:50                                                                                      | 20-30                                                                                      | 20-30                                                                                      | 焦山风景区               | 06:00                                                                                | 18:00                                                                                | 20-30                                                                                | 20-30                                                                                | 1元、IC卡通用                     | 101车队运营，原K10路                                                       |
| 31                                                    | 31                 | 三茅宫公交站       | 19:20                                                                                      | 22:40                                                                                      | 10-20                                                                                      | 10-20                                                                                      | 科技新城东园公交站       | 18:30                                                                                | 22:50                                                                                | 10-20                                                                                | 10-20                                                                                | 1元、IC卡通用                     | 103车队运营                                                                |
| 32                                                    | 32                 | 焦山风景区         | 18:55                                                                                      | 21:40                                                                                      | 10-15                                                                                      | 10-15                                                                                      | 火车站北广场             | 19:30                                                                                | 22:10                                                                                | 10-15                                                                                | 10-15                                                                                | 1元、IC卡通用                     | 101车队运营                                                                |
| 33                                                    | 33                 | 宗泽路停车场       | 18:50                                                                                      | 21:30                                                                                      | 15-20                                                                                      | 15-20                                                                                      | 江科大西校区             | 19:40                                                                                | 22:10                                                                                | 15-20                                                                                | 15-20                                                                                | 1元、IC卡通用                     | 101车队运营，周一至周四开行                                                |
| 34                                                    | 34                 | 金山公园           | 18:50                                                                                      | 22:00                                                                                      | 15-20                                                                                      | 15-20                                                                                      | 林隐路公交停车场         | 18:10                                                                                | 21:30                                                                                | 15-20                                                                                | 15-20                                                                                | 1元、IC卡通用                     | 102车队运营                                                                |
| 35                                                    | 35                 | 金山公园           | 19:30                                                                                      | 22:10                                                                                      | 20-30                                                                                      | 20-30                                                                                      | 科技新城西园公交站       | 18:40                                                                                | 21:30                                                                                | 20-30                                                                                | 20-30                                                                                | 1元、IC卡通用                     | 303车队运营                                                                |
| 36                                                    | 36                 | 金泉花园公交站     | 19:50                                                                                      | 22:00                                                                                      | 20-30                                                                                      | 20-30                                                                                      | 火车站南广场             | 19:20                                                                                | 21:30                                                                                | 20-30                                                                                | 20-30                                                                                | 1元、IC卡通用                     | 102车队运营                                                                |
| 38                                                    | 38                 | 白娘子园公交站     | 6:00/7:00/8:00/9:00/10:10/11:00/12:10/13:20/14:30/15:40/16:50/17:50/18:50                  | 6:00/7:00/8:00/9:00/10:10/11:00/12:10/13:20/14:30/15:40/16:50/17:50/18:50                  | 6:00/7:00/8:00/9:00/10:10/11:00/12:10/13:20/14:30/15:40/16:50/17:50/18:50                  | 6:00/7:00/8:00/9:00/10:10/11:00/12:10/13:20/14:30/15:40/16:50/17:50/18:50                  | 公交江大枢纽站           | 6:00/7:00/8:00/9:00/9:50/11:00/12:00/13:10/14:20/15:30/16:40/17:50/18:50             | 6:00/7:00/8:00/9:00/9:50/11:00/12:00/13:10/14:20/15:30/16:40/17:50/18:50             | 6:00/7:00/8:00/9:00/9:50/11:00/12:00/13:10/14:20/15:30/16:40/17:50/18:50             | 6:00/7:00/8:00/9:00/9:50/11:00/12:00/13:10/14:20/15:30/16:40/17:50/18:50             | 1元、IC卡通用                     | 302车队运营                                                                |
| 39                                                    | 39                 | 小米山路北站       | 06:00                                                                                      | 21:10                                                                                      | 10-15                                                                                      | 15-25                                                                                      | 镇江南站                 | 06:40                                                                                | 22:10                                                                                | 10-15                                                                                | 15-25                                                                                | 1元、IC卡通用                     | 101车队运营                                                                |
| 40                                                    | 40                 | 火车站南广场       | 6:20/7:10/8:00/9:00/10:00/11:00/12:00/13:00/14:00/15:00/16:00/17:10/18:00                  | 6:20/7:10/8:00/9:00/10:00/11:00/12:00/13:00/14:00/15:00/16:00/17:10/18:00                  | 6:20/7:10/8:00/9:00/10:00/11:00/12:00/13:00/14:00/15:00/16:00/17:10/18:00                  | 6:20/7:10/8:00/9:00/10:00/11:00/12:00/13:00/14:00/15:00/16:00/17:10/18:00                  | 李长荣化工               | 7:10/8:00/9:00/10:00/11:00/12:00/13:00/14:00/15:00/16:00/17:10/18:00/18:40           | 7:10/8:00/9:00/10:00/11:00/12:00/13:00/14:00/15:00/16:00/17:10/18:00/18:40           | 7:10/8:00/9:00/10:00/11:00/12:00/13:00/14:00/15:00/16:00/17:10/18:00/18:40           | 7:10/8:00/9:00/10:00/11:00/12:00/13:00/14:00/15:00/16:00/17:10/18:00/18:40           | 1元、IC卡通用                     | 203车队运营                                                                |
| 42                                                    | 夏                 | 火车站南广场       | 06:30                                                                                      | 18:00                                                                                      | 30-70                                                                                      | 30-70                                                                                      | 韦岗温泉                 | 06:30                                                                                | 19:00                                                                                | 30-70                                                                                | 30-70                                                                                | 翻牌票价2、1元、IC卡通用          | 204车队运营                                                                |
| 42                                                    | 冬                 | 火车站南广场       | 06:30                                                                                      | 18:00                                                                                      | 30-70                                                                                      | 30-70                                                                                      | 韦岗温泉                 | 06:30                                                                                | 18:10                                                                                | 30-70                                                                                | 30-70                                                                                | 翻牌票价2、1元、IC卡通用          | 204车队运营                                                                |
| 46                                                    | 夏                 | 林隐路公交停车场   | 05:50                                                                                      | 18:20                                                                                      | 30-40                                                                                      | 60                                                                                         | 高资公交站               | 06:40                                                                                | 19:10                                                                                | 30-40                                                                                | 60                                                                                   | 翻牌票价2、1元、IC卡通用          | 204车队运营                                                                |
| 46                                                    | 冬                 | 林隐路公交停车场   | 05:50                                                                                      | 18:20                                                                                      | 30-40                                                                                      | 60                                                                                         | 高资公交站               | 06:40                                                                                | 18:35                                                                                | 30-40                                                                                | 60                                                                                   | 翻牌票价2、1元、IC卡通用          | 204车队运营                                                                |
| 49                                                    | 49                 | 金泉花园公交站     | 6:20/7:10/8:00/9:00/9:50/11:00/12:00/13:00/14:10/15:20/16:30/17:40/18:50                   | 6:20/7:10/8:00/9:00/9:50/11:00/12:00/13:00/14:10/15:20/16:30/17:40/18:50                   | 6:20/7:10/8:00/9:00/9:50/11:00/12:00/13:00/14:10/15:20/16:30/17:40/18:50                   | 6:20/7:10/8:00/9:00/9:50/11:00/12:00/13:00/14:10/15:20/16:30/17:40/18:50                   | 公交江大枢纽站           | 6:20/7:10/8:00/9:00/10:10/11:00/12:10/13:20/14:30/15:40/16:50/17:50/18:50            | 6:20/7:10/8:00/9:00/10:10/11:00/12:10/13:20/14:30/15:40/16:50/17:50/18:50            | 6:20/7:10/8:00/9:00/10:10/11:00/12:10/13:20/14:30/15:40/16:50/17:50/18:50            | 6:20/7:10/8:00/9:00/10:10/11:00/12:10/13:20/14:30/15:40/16:50/17:50/18:50            | 1元、IC卡通用                     | 302车队运营                                                                |
| 51                                                    | 51                 | 行政中心公交站     | 06:30                                                                                      | 18:30                                                                                      | 20                                                                                         | 25-30                                                                                      | 科技新城东园公交站       | 06:30                                                                                | 18:30                                                                                | 20                                                                                   | 25-30                                                                                | 1元、IC卡通用                     | 103车队运营                                                                |
| 52                                                    | 52                 | 梦溪嘉苑           | 06:00                                                                                      | 18:10                                                                                      | 24-45                                                                                      | 24-45                                                                                      | 武将路公交站             | 06:30                                                                                | 18:40                                                                                | 25-45                                                                                | 25-45                                                                                | 1元、IC卡通用                     | 103车队运营                                                                |
| 53                                                    | 夏                 | 火车站南广场       | 06:00                                                                                      | 18:10                                                                                      | 25-30                                                                                      | 25-30                                                                                      | 芳满庭生态园（公交公司） | 06:30                                                                                | 18:50                                                                                | 25-30                                                                                | 25-30                                                                                | 1元、IC卡通用                     | 203车队运营                                                                |
| 53                                                    | 冬                 | 火车站南广场       | 06:00                                                                                      | 18:10                                                                                      | 25-30                                                                                      | 25-30                                                                                      | 芳满庭生态园（公交公司） | 06:30                                                                                | 18:20                                                                                | 25-30                                                                                | 25-30                                                                                | 1元、IC卡通用                     | 203车队运营                                                                |
| 55                                                    | 55                 | 金泉花园公交站     | 06:00                                                                                      | 18:30                                                                                      | 30-40                                                                                      | 30-40                                                                                      | 铭基公交站               | 06:00                                                                                | 18:30                                                                                | 30-40                                                                                | 30-40                                                                                | 1元、IC卡通用                     | 203车队运营                                                                |
| 56                                                    | 56                 | 大东公交站         | 06:20                                                                                      | 18:50                                                                                      | 25-30                                                                                      | 35-45                                                                                      | 公交丹徒新城枢纽站       | 06:20                                                                                | 18:50                                                                                | 25-30                                                                                | 35-45                                                                                | 1元、IC卡通用                     | 202车队运营                                                                |
| 57                                                    | 57                 | 大东公交站         | 06:00                                                                                      | 18:30                                                                                      | 30-45                                                                                      | 30-45                                                                                      | 江大北公交站             | 06:30                                                                                | 19:00                                                                                | 30-45                                                                                | 30-45                                                                                | 1元、IC卡通用                     | 204车队运营                                                                |
| 58                                                    | 58                 | 金泉花园公交站     | 06:00                                                                                      | 18:30                                                                                      | 30-45                                                                                      | 30-45                                                                                      | 体育会展中心公交站       | 06:30                                                                                | 19:00                                                                                | 30-45                                                                                | 30-45                                                                                | 1元、IC卡通用                     | 102车队运营                                                                |
| 59                                                    | 59                 | 公交官塘停保场     | 06:30                                                                                      | 18:30                                                                                      | 30-40                                                                                      | 30-40                                                                                      | 京口中学公交站           | 06:00                                                                                | 19:00                                                                                | 25-40                                                                                | 25-40                                                                                | 1元、IC卡通用                     | 304车队运营                                                                |
| 60                                                    | 夏                 | 金山公园           | 06:20                                                                                      | 18:20                                                                                      | 15                                                                                         | 20                                                                                         | 公交平昌新城枢纽站       | 06:20                                                                                | 19:10                                                                                | 15                                                                                   | 20                                                                                   | 翻牌票价4、3、2、1元、IC卡通用    | 304车队运营                                                                |
| 60                                                    | 冬                 | 金山公园           | 06:20                                                                                      | 18:20                                                                                      | 15                                                                                         | 20                                                                                         | 公交平昌新城枢纽站       | 06:20                                                                                | 18:45                                                                                | 15                                                                                   | 20                                                                                   | 翻牌票价4、3、2、1元、IC卡通用    | 304车队运营                                                                |
| 61                                                    | 61                 | 南门汽车客运站     | 06:20                                                                                      | 18:20                                                                                      | 30-60                                                                                      | 30-60                                                                                      | 北汽公交站               | 06:20                                                                                | 18:20                                                                                | 30-60                                                                                | 30-60                                                                                | 翻牌票价2、1元、IC卡通用          | 203车队运营，已停运                                                        |
| 62                                                    | 62                 | 科技新城东园公交站 | 06:40                                                                                      | 18:30                                                                                      | 20-25                                                                                      | 45                                                                                         | 不适用                   | 不适用                                                                               | 不适用                                                                               | 不适用                                                                               | 不适用                                                                               | 1元、IC卡通用                     | 303车队运营                                                                |
| 63                                                    | 63                 | 公交江大枢纽站     | 06:30                                                                                      | 18:20                                                                                      | 15-20                                                                                      | 25-30                                                                                      | 美林湾公交站             | 06:30                                                                                | 18:20                                                                                | 15-20                                                                                | 25-30                                                                                | 1元、IC卡通用                     | 303车队运营                                                                |
| 65                                                    | 65                 | 三茅宫公交站       | 6:00/6:40/7:30/8:00/9:20/10:35/12:35/13:50/14:30/15:05/16:00/16:45/17:40/18:15/18:50       | 6:00/6:40/7:30/8:00/9:20/10:35/12:35/13:50/14:30/15:05/16:00/16:45/17:40/18:15/18:50       | 6:00/6:40/7:30/8:00/9:20/10:35/12:35/13:50/14:30/15:05/16:00/16:45/17:40/18:15/18:50       | 6:00/6:40/7:30/8:00/9:20/10:35/12:35/13:50/14:30/15:05/16:00/16:45/17:40/18:15/18:50       | 龙门港区                 | 6:40/7:20/8:10/8:40/10:00/12:00/13:15/14:30/15:20/16:10/17:05/17:35/18:20/18:50      | 6:40/7:20/8:10/8:40/10:00/12:00/13:15/14:30/15:20/16:10/17:05/17:35/18:20/18:50      | 6:40/7:20/8:10/8:40/10:00/12:00/13:15/14:30/15:20/16:10/17:05/17:35/18:20/18:50      | 6:40/7:20/8:10/8:40/10:00/12:00/13:15/14:30/15:20/16:10/17:05/17:35/18:20/18:50      | 1元、IC卡通用                     | 103车队运营                                                                |
| 67                                                    | 67                 | 迎江桥             | 06:00                                                                                      | 18:30                                                                                      | 30                                                                                         | 30                                                                                         | 铭基公交站               | 06:00                                                                                | 18:30                                                                                | 30                                                                                   | 30                                                                                   | 1元、IC卡通用                     | 203车队运营                                                                |
| 68                                                    | 夏                 | 运河路公交枢纽站   | 06:30                                                                                      | 18:30                                                                                      | 30-65                                                                                      | 30-65                                                                                      | 大学城公交站             | 07:00                                                                                | 18:00                                                                                | 30-65                                                                                | 30-65                                                                                | 1元、IC卡通用                     | 201车队运营                                                                |
| 68                                                    | 冬                 | 运河路公交枢纽站   | 06:30                                                                                      | 18:30                                                                                      | 30-65                                                                                      | 30-65                                                                                      | 大学城公交站             | 07:00                                                                                | 17:30                                                                                | 30-65                                                                                | 30-65                                                                                | 1元、IC卡通用                     | 201车队运营                                                                |
| 70                                                    | 70                 | 公交丹徒新城枢纽站 | 06:20                                                                                      | 18:10                                                                                      | 20-60                                                                                      | 20-60                                                                                      | 恒顺公交站               | 06:30                                                                                | 18:20                                                                                | 20-60                                                                                | 20-60                                                                                | 1元、IC卡通用                     | 202车队运营                                                                |
| 71                                                    | 71                 | 凤凰家园公交站     | 07:00                                                                                      | 18:45                                                                                      | 30                                                                                         | 60                                                                                         | 金山公园                 | 06:20                                                                                | 18:10                                                                                | 30                                                                                   | 60                                                                                   | 1元、IC卡通用                     | 102车队运营，一代为体育会展中心公交站单向循环线                            |
| 72                                                    | 72                 | 谏壁公交站         | 06:30                                                                                      | 18:00                                                                                      | 30-40                                                                                      | 60                                                                                         | 龙山                     | 07:00                                                                                | 18:30                                                                                | 30-40                                                                                | 60                                                                                   | 1元、IC卡通用                     | 301车队运营                                                                |
| 73                                                    | 73                 | 林隐路公交停车场   | 06:30                                                                                      | 18:30                                                                                      | 30-70                                                                                      | 30-70                                                                                      | 彩虹城                   | 06:30                                                                                | 18:30                                                                                | 30-65                                                                                | 30-65                                                                                | 1元、IC卡通用                     | 204车队运营                                                                |
| 75车管所专线                                          | 75车管所专线       | 迎江桥             | 6:30/7:30/8:40/9:50/11:00/12:10/13:20/14:30/15:40/16:50/18:00                              | 6:30/7:30/8:40/9:50/11:00/12:10/13:20/14:30/15:40/16:50/18:00                              | 6:30/7:30/8:40/9:50/11:00/12:10/13:20/14:30/15:40/16:50/18:00                              | 6:30/7:30/8:40/9:50/11:00/12:10/13:20/14:30/15:40/16:50/18:00                              | 京口工业园公交站         | 7:30/8:40/9:50/11:00/12:20/13:30/14:30/15:40/16:50/18:00/19:00                       | 7:30/8:40/9:50/11:00/12:20/13:30/14:30/15:40/16:50/18:00/19:00                       | 7:30/8:40/9:50/11:00/12:20/13:30/14:30/15:40/16:50/18:00/19:00                       | 7:30/8:40/9:50/11:00/12:20/13:30/14:30/15:40/16:50/18:00/19:00                       | 1元、IC卡通用                     | 103车队运营                                                                |
| 76                                                    | 顺时针循环         | 大东公交站         | 06:30                                                                                      | 17:50                                                                                      | 20                                                                                         | 40-60                                                                                      | 不适用                   | 不适用                                                                               | 不适用                                                                               | 不适用                                                                               | 不适用                                                                               | 1元、IC卡通用                     | 104车队运营                                                                |
| 76                                                    | 逆时针循环         | 大东公交站         | 06:40                                                                                      | 18:00                                                                                      | 20                                                                                         | 40-60                                                                                      | 不适用                   | 不适用                                                                               | 不适用                                                                               | 不适用                                                                               | 不适用                                                                               | 1元、IC卡通用                     | 104车队运营                                                                |
| 77                                                    | 77                 | 金泉花园公交站     | 06:30                                                                                      | 18:15                                                                                      | 15                                                                                         | 30                                                                                         | 不适用                   | 不适用                                                                               | 不适用                                                                               | 不适用                                                                               | 不适用                                                                               | 1元、IC卡通用                     | 102车队运营                                                                |
| 79                                                    | 79                 | 科技新城东园公交站 | 06:30                                                                                      | 18:00                                                                                      | 30                                                                                         | 60                                                                                         | 公交平昌新城枢纽站       | 06:30                                                                                | 18:00                                                                                | 30                                                                                   | 60                                                                                   | 翻牌票价2、1元、IC卡通用          | 303车队运营                                                                |
| 81                                                    | 81                 | 火车站南广场       | 06:00                                                                                      | 18:30                                                                                      | 15                                                                                         | 20-30                                                                                      | 江大北公交站             | 06:00                                                                                | 18:30                                                                                | 15                                                                                   | 20-30                                                                                | 1元、IC卡通用                     | 302车队运营                                                                |
| 82                                                    | 82                 | 火车站南广场       | 06:00                                                                                      | 21:00                                                                                      | 10-15                                                                                      | 10-15                                                                                      | 镇江新区公交站           | 06:20                                                                                | 21:45                                                                                | 10-15                                                                                | 10-15                                                                                | 翻牌票价3、2、1元、IC卡通用       | 304车队运营                                                                |
| 83                                                    | 83                 | 焦山风景区         | 06:00                                                                                      | 19:00                                                                                      | 15-20                                                                                      | 20-30                                                                                      | 公交丹徒新城枢纽站       | 06:30                                                                                | 20:00                                                                                | 15-20                                                                                | 20-30                                                                                | 1元、IC卡通用                     | 202车队运营                                                                |
| K83                                                   | K83                | 迎江桥             | 07:00                                                                                      | 18:50                                                                                      | 结合83，10-15                                                                              | 结合83，10-15                                                                              | 公交丹徒新城枢纽站       | 07:00                                                                                | 18:30                                                                                | 结合83，10-15                                                                        | 结合83，10-15                                                                        | 1元、IC卡通用                     | 202车队运营                                                                |
| 84                                                    | 84                 | 焦山风景区         | 06:00                                                                                      | 18:30                                                                                      | 15-20                                                                                      | 20-25                                                                                      | 体育会展中心公交站       | 06:30                                                                                | 19:00                                                                                | 15-20                                                                                | 20-25                                                                                | 1元、IC卡通用                     | 104车队运营                                                                |
| 85                                                    | 85                 | 镇江南站           | 06:00                                                                                      | 18:30                                                                                      | 30-60                                                                                      | 30-60                                                                                      | 谏壁公交站               | 06:00                                                                                | 18:30                                                                                | 30-60                                                                                | 30-60                                                                                | 1元、IC卡通用                     | 301车队运营                                                                |
| 86                                                    | 86                 | 火车站北广场       | 06:00                                                                                      | 19:30                                                                                      | 20-30                                                                                      | 20-30                                                                                      | 大学城公交站             | 06:30                                                                                | 19:00                                                                                | 20-30                                                                                | 20-30                                                                                | 翻牌票价2、1元、IC卡通用          | 203车队运营                                                                |
| 87                                                    | 87                 | 铭基公交站         | 06:30                                                                                      | 19:00                                                                                      | 20-40                                                                                      | 20-40                                                                                      | 大学城公交站             | 07:00                                                                                | 19:00                                                                                | 20-40                                                                                | 20-40                                                                                | 1元、IC卡通用                     | 203车队运营                                                                |
| 91                                                    | 91                 | 公交丹徒新城枢纽站 | 18:50                                                                                      | 22:00                                                                                      | 20-30                                                                                      | 20-30                                                                                      | 火车站南广场             | 18:30                                                                                | 22:00                                                                                | 20-30                                                                                | 20-30                                                                                | 1元、IC卡通用                     | 202车队运营                                                                |
| 92                                                    | 92                 | 金山公园           | 19:00/19:30/20:15/20:40/22:00                                                              | 19:00/19:30/20:15/20:40/22:00                                                              | 19:00/19:30/20:15/20:40/22:00                                                              | 19:00/19:30/20:15/20:40/22:00                                                              | 江山名洲                 | 18:55/19:43/20:07/21:00                                                              | 18:55/19:43/20:07/21:00                                                              | 18:55/19:43/20:07/21:00                                                              | 18:55/19:43/20:07/21:00                                                              | 1元、IC卡通用                     | 102车队运营                                                                |
| 93                                                    | 93                 | 科技新城东园公交站 | 19:00                                                                                      | 22:00                                                                                      | 30                                                                                         | 30                                                                                         | 美林湾公交站             | 19:30                                                                                | 21:30                                                                                | 30                                                                                   | 30                                                                                   | 1元、IC卡通用                     | 303车队运营，已停运                                                        |
| 95                                                    | 95                 | 大东公交站         | 18:45                                                                                      | 22:00                                                                                      | 15-30                                                                                      | 15-30                                                                                      | 彩虹城                   | 19:30                                                                                | 21:30                                                                                | 15-30                                                                                | 15-30                                                                                | 1元、IC卡通用                     | 204车队运营                                                                |
| 96                                                    | 96                 | 凤凰家园公交站     | 18:30                                                                                      | 21:00                                                                                      | 30                                                                                         | 30                                                                                         | 火车站南广场             | 19:00                                                                                | 21:30                                                                                | 30                                                                                   | 30                                                                                   | 1元、IC卡通用                     | 104车队运营                                                                |
| 100                                                   | 100                | 镇江南站           | 06:30                                                                                      | 18:00                                                                                      | 15-20                                                                                      | 15-20                                                                                      | 高资公交站               | 06:30                                                                                | 18:00                                                                                | 15-20                                                                                | 15-20                                                                                | 翻牌票价2、1元、IC卡通用          | 202车队运营                                                                |
| 101                                                   | 101                | 美林湾公交站       | 05:40                                                                                      | 18:20                                                                                      | 10                                                                                         | 15-20                                                                                      | 三茅宫公交站             | 06:20                                                                                | 19:00                                                                                | 10                                                                                   | 15-20                                                                                | 1元、IC卡通用                     | 303车队运营                                                                |
| 102                                                   | 102                | 金泉花园公交站     | 05:50                                                                                      | 18:00                                                                                      | 10                                                                                         | 20                                                                                         | 南门汽车客运站           | 06:30                                                                                | 18:40                                                                                | 10                                                                                   | 20                                                                                   | 1元、IC卡通用                     | 102车队运营                                                                |
| 104                                                   | 104                | 金山公园           | 05:50                                                                                      | 18:00                                                                                      | 5-15                                                                                       | 5-15                                                                                       | 焦山风景区               | 06:30                                                                                | 18:40                                                                                | 5-15                                                                                 | 5-15                                                                                 | 1元、IC卡通用                     | 102车队运营                                                                |
| 105                                                   | 105                | 宗泽路停车场       | 05:40                                                                                      | 18:40                                                                                      | 10-15                                                                                      | 10-15                                                                                      | 江科大西校区             | 06:15                                                                                | 19:30                                                                                | 10-15                                                                                | 10-15                                                                                | 1元、IC卡通用                     | 101车队运营                                                                |
| 106                                                   | 106                | 宗泽路停车场       | 06:00                                                                                      | 18:20                                                                                      | 20-30                                                                                      | 20-30                                                                                      | 三茅宫公交站             | 06:45                                                                                | 19:00                                                                                | 20-30                                                                                | 20-30                                                                                | 1元、IC卡通用                     | 101车队运营                                                                |
| 109                                                   | 109                | 京口中学公交站     | 6:30/7:30/8:30/9:20/10:20/11:20/12:20/13:20/14:20/15:20/16:20/17:20/18:30                  | 6:30/7:30/8:30/9:20/10:20/11:20/12:20/13:20/14:20/15:20/16:20/17:20/18:30                  | 6:30/7:30/8:30/9:20/10:20/11:20/12:20/13:20/14:20/15:20/16:20/17:20/18:30                  | 6:30/7:30/8:30/9:20/10:20/11:20/12:20/13:20/14:20/15:20/16:20/17:20/18:30                  | 凤凰家园公交站           | 6:30/7:30/8:30/9:30/10:30/11:30/12:30/14:30/15:30/16:30/17:20/18:30                  | 6:30/7:30/8:30/9:30/10:30/11:30/12:30/14:30/15:30/16:30/17:20/18:30                  | 6:30/7:30/8:30/9:30/10:30/11:30/12:30/14:30/15:30/16:30/17:20/18:30                  | 6:30/7:30/8:30/9:30/10:30/11:30/12:30/14:30/15:30/16:30/17:20/18:30                  | 1元、IC卡通用                     | 104车队运营                                                                |
| 112                                                   | 112                | 京口中学公交站     | 6:10/7:10/7:50/8:30/9:10/10:10/11:10/12:10/13:10/14:10/15:00/15:40/16:10/17:00/17:40/18:10 | 6:10/7:10/7:50/8:30/9:10/10:10/11:10/12:10/13:10/14:10/15:00/15:40/16:10/17:00/17:40/18:10 | 6:10/7:10/7:50/8:30/9:10/10:10/11:10/12:10/13:10/14:10/15:00/15:40/16:10/17:00/17:40/18:10 | 6:10/7:10/7:50/8:30/9:10/10:10/11:10/12:10/13:10/14:10/15:00/15:40/16:10/17:00/17:40/18:10 | 南山西入口公交站         | 6:20/7:00/8:00/8:40/9:20/10:10/11:00/12:00/13:00/14:00/15:00/15:50/16:30/17:10/18:10 | 6:20/7:00/8:00/8:40/9:20/10:10/11:00/12:00/13:00/14:00/15:00/15:50/16:30/17:10/18:10 | 6:20/7:00/8:00/8:40/9:20/10:10/11:00/12:00/13:00/14:00/15:00/15:50/16:30/17:10/18:10 | 6:20/7:00/8:00/8:40/9:20/10:10/11:00/12:00/13:00/14:00/15:00/15:50/16:30/17:10/18:10 | 1元、IC卡通用                     | 104车队运营                                                                |
| 113                                                   | 113                | 梦溪嘉苑           | 6:30/7:20/8:30/9:30/10:30/11:40/12:40/13:50/14:50/16:00/17:10/18:30                        | 6:30/7:20/8:30/9:30/10:30/11:40/12:40/13:50/14:50/16:00/17:10/18:30                        | 6:30/7:20/8:30/9:30/10:30/11:40/12:40/13:50/14:50/16:00/17:10/18:30                        | 6:30/7:20/8:30/9:30/10:30/11:40/12:40/13:50/14:50/16:00/17:10/18:30                        | 凤凰家园公交站           | 6:30/7:30/8:40/9:40/10:40/11:50/12:50/14:00/15:00/16:10/17:20/18:30                  | 6:30/7:30/8:40/9:40/10:40/11:50/12:50/14:00/15:00/16:10/17:20/18:30                  | 6:30/7:30/8:40/9:40/10:40/11:50/12:50/14:00/15:00/16:10/17:20/18:30                  | 6:30/7:30/8:40/9:40/10:40/11:50/12:50/14:00/15:00/16:10/17:20/18:30                  | 1元、IC卡通用                     | 104车队运营                                                                |
| 115                                                   | 115                | 科技新城东园公交站 | 05:50                                                                                      | 19:00                                                                                      | 20-25                                                                                      | 30                                                                                         | 金泉花园公交站           | 06:10                                                                                | 19:00                                                                                | 20-25                                                                                | 30                                                                                   | 1元、IC卡通用                     | 103车队运营                                                                |
| 116                                                   | 116                | 运河路公交枢纽站   | 06:30                                                                                      | 18:30                                                                                      | 30-40                                                                                      | 30-40                                                                                      | 公交江大枢纽站           | 06:30                                                                                | 18:30                                                                                | 30-40                                                                                | 30-40                                                                                | 1元、IC卡通用                     | 302车队运营                                                                |
| 118                                                   | 118                | 大东公交站         | 06:20                                                                                      | 18:50                                                                                      | 15                                                                                         | 15-20                                                                                      | 公交丹徒新城枢纽站       | 06:00                                                                                | 18:00                                                                                | 15                                                                                   | 15-20                                                                                | 1元、IC卡通用                     | 202车队运营                                                                |
| 123                                                   | 123                | 三茅宫公交站       | 06:30                                                                                      | 19:00                                                                                      | 15-25                                                                                      | 15-25                                                                                      | 宗泽路停车场             | 05:50                                                                                | 18:15                                                                                | 15-25                                                                                | 15-25                                                                                | 1元、IC卡通用                     | 101车队运营                                                                |
| 130                                                   | 130                | 江山名洲           | 05:50                                                                                      | 18:00                                                                                      | 25-40                                                                                      | 25-40                                                                                      | 体育会展中心公交站       | 06:10                                                                                | 18:50                                                                                | 25-40                                                                                | 25-40                                                                                | 1元、IC卡通用                     | 104车队运营                                                                |
| 131                                                   | 131                | 镇江南站           | 06:10                                                                                      | 18:00                                                                                      | 15-20                                                                                      | 35-40                                                                                      | 恒顺公交站               | 06:40                                                                                | 18:30                                                                                | 15-20                                                                                | 35-40                                                                                | 1元、IC卡通用                     | 202车队运营                                                                |
| 132                                                   | 132                | 京口中学公交站     | 8:00/16:30/18:20                                                                           | 8:00/16:30/18:20                                                                           | 8:00/16:30/18:20                                                                           | 8:00/16:30/18:20                                                                           | 氢能产业园               | 8:50/17:40                                                                           | 8:50/17:40                                                                           | 8:50/17:40                                                                           | 8:50/17:40                                                                           | 1元、IC卡通用                     | 303车队运营                                                                |
| 133                                                   | 133                | 白娘子园公交站     | 7:00/7:50/8:30/9:30/10:35/12:35/14:00/14:35/15:30/16:35/18:00                              | 7:00/7:50/8:30/9:30/10:35/12:35/14:00/14:35/15:30/16:35/18:00                              | 7:00/7:50/8:30/9:30/10:35/12:35/14:00/14:35/15:30/16:35/18:00                              | 7:00/7:50/8:30/9:30/10:35/12:35/14:00/14:35/15:30/16:35/18:00                              | 江山名洲                 | 7:45/8:35/9:25/10:25/11:25/13:35/14:45/15:40/16:40/18:00                             | 7:45/8:35/9:25/10:25/11:25/13:35/14:45/15:40/16:40/18:00                             | 7:45/8:35/9:25/10:25/11:25/13:35/14:45/15:40/16:40/18:00                             | 7:45/8:35/9:25/10:25/11:25/13:35/14:45/15:40/16:40/18:00                             | 1元、IC卡通用                     | 102车队运营                                                                |
| 135                                                   | 135                | 我家山水           | 06:00                                                                                      | 18:20                                                                                      | 30-50                                                                                      | 30-50                                                                                      | 丹徒站                   | 07:00                                                                                | 19:10                                                                                | 30-50                                                                                | 30-50                                                                                | 翻牌票价2、1元、IC卡通用          | 104车队运营                                                                |
| 136                                                   | 136                | 镇江新区公交站     | 06:40                                                                                      | 18:10                                                                                      | 15-20                                                                                      | 15-20                                                                                      | 东方村                   | 07:10                                                                                | 18:40                                                                                | 15-20                                                                                | 15-20                                                                                | 1元、IC卡通用                     | 304车队运营                                                                |
| 138                                                   | 138                | 公交丹徒新城枢纽站 | 06:20                                                                                      | 18:20                                                                                      | 20-25                                                                                      | 20-25                                                                                      | 三山南站                 | 06:20                                                                                | 18:20                                                                                | 20-25                                                                                | 20-25                                                                                | 1元、IC卡通用                     | 202车队运营                                                                |
| 139                                                   | 139                | 公交丹徒新城枢纽站 | 06:30                                                                                      | 18:30                                                                                      | 35-100                                                                                     | 35-100                                                                                     | 丹徒站                   | 06:30                                                                                | 18:30                                                                                | 40-100                                                                               | 40-100                                                                               | 1元、IC卡通用                     | 202车队运营                                                                |
| 201                                                   | 201                | 三茅宫公交站       | 06:30                                                                                      | 18:30                                                                                      | 15-20                                                                                      | 20-25                                                                                      | 长岗公交站               | 06:30                                                                                | 18:30                                                                                | 15-20                                                                                | 20-25                                                                                | 1元、IC卡通用                     | 104车队运营                                                                |
| 202                                                   | 202                | 镇江南站           | 06:30                                                                                      | 19:00                                                                                      | 30-40                                                                                      | 30-40                                                                                      | 公交江大枢纽站           | 06:30                                                                                | 18:30                                                                                | 30-40                                                                                | 30-40                                                                                | 1元、IC卡通用                     | 302车队运营                                                                |
| 203                                                   | 203                | 运河路公交枢纽站   | 06:20                                                                                      | 18:10                                                                                      | 15-20                                                                                      | 20-25                                                                                      | 辛丰西站                 | 06:00                                                                                | 18:50                                                                                | 15-20                                                                                | 20-25                                                                                | 翻牌票价2、1元、IC卡通用          | 201车队运营                                                                |
| 204                                                   | 204                | 江山名洲           | 06:40                                                                                      | 19:10                                                                                      | 10-15                                                                                      | 15-25                                                                                      | 凤凰家园公交站           | 05:50                                                                                | 18:20                                                                                | 10-15                                                                                | 15-25                                                                                | 1元、IC卡通用                     | 104车队运营                                                                |
| 205                                                   | 205                | 铭基公交站         | 06:40                                                                                      | 17:20                                                                                      | 40                                                                                         | 40                                                                                         | 黄墟公交站               | 06:40                                                                                | 18:00                                                                                | 40                                                                                   | 40                                                                                   | 翻牌票价3、2、1元、IC卡通用       | 203车队运营                                                                |
| 206                                                   | 206                | 运河路公交枢纽站   | 06:30                                                                                      | 18:00                                                                                      | 20-25                                                                                      | 20-25                                                                                      | 黄墟公交站               | 06:00                                                                                | 18:00                                                                                | 20-25                                                                                | 20-25                                                                                | 翻牌票价3、2、1元、IC卡通用       | 201车队运营                                                                |
| 208                                                   | 208                | 镇江南站           | 6:00/7:00/8:00/8:40/9:40/10:50/12:00/13:10/14:20/15:30/16:30/17:10/18:00                   | 6:00/7:00/8:00/8:40/9:40/10:50/12:00/13:10/14:20/15:30/16:30/17:10/18:00                   | 6:00/7:00/8:00/8:40/9:40/10:50/12:00/13:10/14:20/15:30/16:30/17:10/18:00                   | 6:00/7:00/8:00/8:40/9:40/10:50/12:00/13:10/14:20/15:30/16:30/17:10/18:00                   | 龙泉公交站               | 6:20/7:00/8:00/9:00/9:50/10:30/11:40/12:50/14:00/15:10/16:20/17:10/18:10/18:50       | 6:20/7:00/8:00/9:00/9:50/10:30/11:40/12:50/14:00/15:10/16:20/17:10/18:10/18:50       | 6:20/7:00/8:00/9:00/9:50/10:30/11:40/12:50/14:00/15:10/16:20/17:10/18:10/18:50       | 6:20/7:00/8:00/9:00/9:50/10:30/11:40/12:50/14:00/15:10/16:20/17:10/18:10/18:50       | 翻牌票价4、3、2、1元、IC卡通用    | 304车队运营                                                                |
| 209                                                   | 209                | 公交江大枢纽站     | 06:30                                                                                      | 18:00                                                                                      | 30                                                                                         | 30                                                                                         | 黄墟公交站               | 06:30                                                                                | 18:00                                                                                | 30                                                                                   | 30                                                                                   | 1元、IC卡通用                     | 203车队运营                                                                |
| 211                                                   | 211                | 行政中心公交站     | 06:30                                                                                      | 18:00                                                                                      | 20-25                                                                                      | 25-30                                                                                      | 姚桥公交站               | 06:20                                                                                | 18:00                                                                                | 20-25                                                                                | 25-30                                                                                | 翻牌票价4、3、2、1元、IC卡通用    | 303车队运营                                                                |
| 212                                                   | 212                | 火车站南广场       | 06:30                                                                                      | 18:10                                                                                      | 25-50                                                                                      | 25-50                                                                                      | 大路公交站               | 06:15                                                                                | 18:00                                                                                | 25-50                                                                                | 25-50                                                                                | 翻牌票价4、3、2、1元、IC卡通用    | 301车队运营                                                                |
| 213                                                   | 213                | 行政中心公交站     | 06:00                                                                                      | 18:00                                                                                      | 30-40                                                                                      | 30-40                                                                                      | 镇江新区公交站           | 06:00                                                                                | 18:30                                                                                | 30-40                                                                                | 30-40                                                                                | 翻牌票价3、2、1元、IC卡通用       | 303车队运营                                                                |
| 215                                                   | 215                | 行政中心公交站     | 5:50/6:50/7:40/8:40/9:40/10:20/11:20/12:40/13:40/14:40/15:40                               | 5:50/6:50/7:40/8:40/9:40/10:20/11:20/12:40/13:40/14:40/15:40                               | 5:50/6:50/7:40/8:40/9:40/10:20/11:20/12:40/13:40/14:40/15:40                               | 5:50/6:50/7:40/8:40/9:40/10:20/11:20/12:40/13:40/14:40/15:40                               | 江心汽渡                 | 6:50/7:50/8:50/9:45/10:45/11:25/12:25/13:45/14:45/16:50                              | 6:50/7:50/8:50/9:45/10:45/11:25/12:25/13:45/14:45/16:50                              | 6:50/7:50/8:50/9:45/10:45/11:25/12:25/13:45/14:45/16:50                              | 6:50/7:50/8:50/9:45/10:45/11:25/12:25/13:45/14:45/16:50                              | 翻牌票价2、1元、IC卡通用          | 303车队运营                                                                |
| 216                                                   | 夏                 | 行政中心公交站     | 05:40                                                                                      | 20:00                                                                                      | 10-15                                                                                      | 40/50-60                                                                                   | 世业洲音乐广场           | 05:50                                                                                | 17:50                                                                                | 10-15                                                                                | 40/50-60                                                                             | 翻牌票价3、2、1元、IC卡通用       | 103车队运营，绕行线经润扬大桥公园                                          |
| 216                                                   | 冬                 | 行政中心公交站     | 06:20                                                                                      | 18:10                                                                                      | 10-15                                                                                      | 40/50-60                                                                                   | 世业洲音乐广场           | 06:20                                                                                | 18:10                                                                                | 10-15                                                                                | 40/50-60                                                                             | 翻牌票价3、2、1元、IC卡通用       | 103车队运营，绕行线经润扬大桥公园                                          |
| 216                                                   | 绕行               | 行政中心公交站     | 06:30                                                                                      | 20:00                                                                                      | 40-75                                                                                      | 40-75                                                                                      | 世业洲音乐广场           | 06:35                                                                                | 19:00                                                                                | 20-65                                                                                | 20-65                                                                                | 翻牌票价3、2、1元、IC卡通用       | 103车队运营，绕行线经润扬大桥公园                                          |
| 218                                                   | 218                | 大东公交站         | 06:30                                                                                      | 18:30                                                                                      | 15-20                                                                                      | 15-20                                                                                      | 彩虹城                   | 06:30                                                                                | 19:00                                                                                | 15-20                                                                                | 15-20                                                                                | 1元、IC卡通用                     | 204车队运营                                                                |
| 219                                                   | 219                | 南门汽车客运站     | 06:40                                                                                      | 19:20                                                                                      | 50-60                                                                                      | 50-60                                                                                      | 公交江大枢纽站           | 06:00                                                                                | 18:40                                                                                | 50-60                                                                                | 50-60                                                                                | 1元、IC卡通用                     | 302车队运营                                                                |
| 220                                                   | 220                | 运河路公交枢纽站   | 05:30                                                                                      | 18:10                                                                                      | 8-12                                                                                       | 15-20                                                                                      | 荣炳公交站               | 04:50                                                                                | 18:10                                                                                | 8-12                                                                                 | 15-20                                                                                | 翻牌票价5、4、3、2、1元、IC卡通用 | 201车队运营                                                                |
| 221                                                   | 221                | 林隐路公交停车场   | 06:10                                                                                      | 18:10                                                                                      | 20-30                                                                                      | 20-30                                                                                      | 上会公交站               | 06:10                                                                                | 18:50                                                                                | 20-30                                                                                | 20-30                                                                                | 翻牌票价3、2、1元、IC卡通用       | 201车队运营                                                                |
| 223                                                   | 223                | 公交丹徒新城枢纽站 | 06:10                                                                                      | 18:10                                                                                      | 40-60                                                                                      | 40-60                                                                                      | 公交镇江新区枢纽站       | 06:10                                                                                | 18:10                                                                                | 40-60                                                                                | 40-60                                                                                | 翻牌票价3、2、1元、IC卡通用       | 202车队运营                                                                |
| 226                                                   | 226                | 火车站南广场       | 7:50/10:30/13:30/17:30                                                                     | 7:50/10:30/13:30/17:30                                                                     | 7:50/10:30/13:30/17:30                                                                     | 7:50/10:30/13:30/17:30                                                                     | 新民洲中林港务           | 6:20/10:30/13:00/17:30                                                               | 6:20/10:30/13:00/17:30                                                               | 6:20/10:30/13:00/17:30                                                               | 6:20/10:30/13:00/17:30                                                               | 翻牌票价4、3、2、1元、IC卡通用    | 103车队运营                                                                |
| 301                                                   | 301                | 火车站南广场       | 06:20                                                                                      | 18:00                                                                                      | 40-55                                                                                      | 40-55                                                                                      | 镇江新区公交站           | 06:20                                                                                | 19:00                                                                                | 40-55                                                                                | 40-55                                                                                | 翻牌票价3、2、1元、IC卡通用       | 304车队运营，已停运                                                        |
| 302                                                   | 302                | 火车站北广场       | 06:00                                                                                      | 17:40                                                                                      | 25-30                                                                                      | 25-30                                                                                      | 荣炳公交站               | 06:00                                                                                | 17:40                                                                                | 25-30                                                                                | 25-30                                                                                | 翻牌票价5、4、3、2、1元、IC卡通用 | 201车队运营                                                                |
| 快速通勤2号线 520                                     | 快速通勤2号线 520  | 大东公交站         | 6:30-8:50                                                                                  | 16:00-18:20                                                                                | 20                                                                                         | 20                                                                                         | 大学城公交站             | 6:30-8:50                                                                            | 16:00-18:20                                                                          | 20                                                                                   | 20                                                                                   | 2元、IC卡无优惠                   | 204车队运营                                                                |
| 快速通勤1号线                                         | 快速通勤1号线      | 金山公园           | 6:30-8:30                                                                                  | 16:30-18:15                                                                                | 15                                                                                         | 15                                                                                         | 镇江新区公交站           | 6:30-8:30                                                                            | 16:30-18:15                                                                          | 15                                                                                   | 15                                                                                   | 3元、IC卡无优惠                   | 304车队运营                                                                |
| 假日旅游专线                                          | 假日旅游专线       | 火车站南广场       | 08:30                                                                                      | 16:30                                                                                      | 60-120                                                                                     | 60-120                                                                                     | 焦山风景区               | 09:30                                                                                | 17:30                                                                                | 60-120                                                                               | 60-120                                                                               | 1元、IC卡通用                     | 104车队运营                                                                |
| colspan="2" style="background: #0DBF8C; color: white" | 瑞康医院专线       | 中天广场           | 06:55/08:15/12:30                                                                          | 06:55/08:15/12:30                                                                          | 06:55/08:15/12:30                                                                          | 06:55/08:15/12:30                                                                          | 瑞康医院(南门)           | 12:00/16:30                                                                          | 12:00/16:30                                                                          | 12:00/16:30                                                                          | 12:00/16:30                                                                          | 1元、IC卡通用                     |                                                                            |
| ①号假日旅游专线                                       | ①号假日旅游专线    | 江苏大学           | 8:30/9:30/16:00                                                                            | 8:30/9:30/16:00                                                                            | 8:30/9:30/16:00                                                                            | 8:30/9:30/16:00                                                                            | 宝华山国家森林公园       | 14:00/16:00/21:00                                                                    | 14:00/16:00/21:00                                                                    | 14:00/16:00/21:00                                                                    | 14:00/16:00/21:00                                                                    | 5元、IC卡无优惠                   | 304车队运营，已停运                                                        |
| ②号假日旅游专线                                       | ②号假日旅游专线    | 江苏大学           | 8:00/9:00/13:00/14:00                                                                      | 8:00/9:00/13:00/14:00                                                                      | 8:00/9:00/13:00/14:00                                                                      | 8:00/9:00/13:00/14:00                                                                      | 长山薰衣草庄园           | 10:30/11:30/16:00/17:30                                                              | 10:30/11:30/16:00/17:30                                                              | 10:30/11:30/16:00/17:30                                                              | 10:30/11:30/16:00/17:30                                                              | 3元、IC卡无优惠                   | 203车队运营，已停运                                                        |
| 润扬大桥公园循环线                                    | 润扬大桥公园循环线 | 世业洲旅游接待中心 | 08:30                                                                                      | 18:15                                                                                      | 120                                                                                        | 120                                                                                        | 金陵润扬大酒店员工站     | 08:45                                                                                | 18:30                                                                                | 120                                                                                  | 120                                                                                  | 1元、IC卡通用                     | 103车队运营，已停运                                                        |
| 601                                                   | 主线               | 我家山水           | 06:10                                                                                      | 18:00                                                                                      | 30-40                                                                                      | 30-40                                                                                      | 小茅山客运站             | 07:00                                                                                | 18:10                                                                                | 30-40                                                                                | 30-40                                                                                | 翻牌票价2、1元、IC卡通用          | 公交分公司运营                                                             |
| 601                                                   | 东昌线             | 我家山水           | 5:40/7:50/11:10/16:30                                                                      | 5:40/7:50/11:10/16:30                                                                      | 5:40/7:50/11:10/16:30                                                                      | 5:40/7:50/11:10/16:30                                                                      | 东昌                     | 6:35/9:30/12:30/17:30                                                                | 6:35/9:30/12:30/17:30                                                                | 6:35/9:30/12:30/17:30                                                                | 6:35/9:30/12:30/17:30                                                                | 翻牌票价2、1元、IC卡通用          | 公交分公司运营                                                             |
| 602                                                   | 602                | 梦溪嘉苑           | 5:35/16:20                                                                                 | 5:35/16:20                                                                                 | 5:35/16:20                                                                                 | 5:35/16:20                                                                                 | 下蜀客运站               | 6:30/17:30                                                                           | 6:30/17:30                                                                           | 6:30/17:30                                                                           | 6:30/17:30                                                                           | 翻牌票价3、2、1元、IC卡通用       | 公交分公司运营                                                             |
| 603                                                   | 603                | 南门汽车客运站     | 8:30/10:50/14:10/17:00                                                                     | 8:30/10:50/14:10/17:00                                                                     | 8:30/10:50/14:10/17:00                                                                     | 8:30/10:50/14:10/17:00                                                                     | 桥头镇                   | 7:00/9:40/13:00/15:30                                                                | 7:00/9:40/13:00/15:30                                                                | 7:00/9:40/13:00/15:30                                                                | 7:00/9:40/13:00/15:30                                                                | 翻牌票价3、2、1元、IC卡通用       | 公交分公司运营                                                             |
| 605                                                   | 主线               | 南门汽车客运站     | 06:50                                                                                      | 17:30                                                                                      | 30                                                                                         | 30                                                                                         | 下蜀客运站               | 06:50                                                                                | 17:30                                                                                | 30                                                                                   | 30                                                                                   | 翻牌票价3、2、1元、IC卡通用       | 公交分公司运营                                                             |
| 605                                                   | 下营专线           | 下蜀客运站         | 6:30/8:00/10:00/13:00/15:00/17:00                                                          | 6:30/8:00/10:00/13:00/15:00/17:00                                                          | 6:30/8:00/10:00/13:00/15:00/17:00                                                          | 6:30/8:00/10:00/13:00/15:00/17:00                                                          | 营防                     | 7:00/8:30/10:30/13:30/15:30/17:30                                                    | 7:00/8:30/10:30/13:30/15:30/17:30                                                    | 7:00/8:30/10:30/13:30/15:30/17:30                                                    | 7:00/8:30/10:30/13:30/15:30/17:30                                                    | 2元、IC卡通用                     | 公交分公司运营                                                             |
| 606                                                   | 主线               | 南门汽车客运站     | 06:20                                                                                      | 18:20                                                                                      | 30-40                                                                                      | 30-40                                                                                      | 南京经天路地铁站         | 06:30                                                                                | 18:20                                                                                | 30-40                                                                                | 30-40                                                                                | 翻牌票价5、4、3、2、1元、IC卡通用 | 公交分公司运营                                                             |
| 606                                                   | 宝经专线           | 宝华凤坛花园       | 6:30-8:30                                                                                  | 16:10-19:10                                                                                | 20-30                                                                                      | 20-30                                                                                      | 南京经天路地铁站         | 7:10-9:10                                                                            | 17:10-20:00                                                                          | 20-40                                                                                | 20-40                                                                                | 2元、IC卡通用                     | 公交分公司运营                                                             |
| 606                                                   | 晚班               | 宝华山景区         | 19:30/21:00                                                                                | 19:30/21:00                                                                                | 19:30/21:00                                                                                | 19:30/21:00                                                                                | 不适用                   | 不适用                                                                               | 不适用                                                                               | 不适用                                                                               | 不适用                                                                               | 4元、IC卡通用                     | 已停运，公交分公司运营                                                     |
| 616                                                   | 616                | 桥头镇             | 6:20/7:20/13:00/16:00                                                                      | 6:20/7:20/13:00/16:00                                                                      | 6:20/7:20/13:00/16:00                                                                      | 6:20/7:20/13:00/16:00                                                                      | 南京经天路地铁站         | 8:30/14:30/17:30/18:40                                                               | 8:30/14:30/17:30/18:40                                                               | 8:30/14:30/17:30/18:40                                                               | 8:30/14:30/17:30/18:40                                                               | 翻牌票价3、2、1元、IC卡通用       | 公交分公司运营                                                             |
| 611                                                   | 611                | 镇江火车站（南）   | 7:00/7:30/9:00/10:00/11:50/13:30/14:30/16:30/17:00/18:20                                   | 7:00/7:30/9:00/10:00/11:50/13:30/14:30/16:30/17:00/18:20                                   | 7:00/7:30/9:00/10:00/11:50/13:30/14:30/16:30/17:00/18:20                                   | 7:00/7:30/9:00/10:00/11:50/13:30/14:30/16:30/17:00/18:20                                   | 南风苑                   | 7:00/7:30/9:00/10:00/11:40/13:30/14:30/16:20/17:00/18:20                             | 7:00/7:30/9:00/10:00/11:40/13:30/14:30/16:20/17:00/18:20                             | 7:00/7:30/9:00/10:00/11:40/13:30/14:30/16:20/17:00/18:20                             | 7:00/7:30/9:00/10:00/11:40/13:30/14:30/16:20/17:00/18:20                             | 翻牌票价5、4、3、2、1元、IC卡通用 | 公交分公司与句容分公司合营                                                 |
| 622                                                   | 622                | 体育会展中心公交站 | 7:00/7:30/8:40/9:00/12:30/14:30/15:40/17:00/17:30/18:30                                    | 7:00/7:30/8:40/9:00/12:30/14:30/15:40/17:00/17:30/18:30                                    | 7:00/7:30/8:40/9:00/12:30/14:30/15:40/17:00/17:30/18:30                                    | 7:00/7:30/8:40/9:00/12:30/14:30/15:40/17:00/17:30/18:30                                    | 文景广场                 | 7:00/7:30/8:40/10:00/12:30/14:30/15:30/17:00/17:40/18:30                             | 7:00/7:30/8:40/10:00/12:30/14:30/15:30/17:00/17:40/18:30                             | 7:00/7:30/8:40/10:00/12:30/14:30/15:30/17:00/17:40/18:30                             | 7:00/7:30/8:40/10:00/12:30/14:30/15:30/17:00/17:40/18:30                             | 翻牌票价5、4、3、2、1元、IC卡通用 | 公交分公司与扬中分公司合营                                                 |
| 633                                                   | 633                | 体育会展中心公交站 | 7:00/8:00/9:00/10:30/12:30/14:00/15:30/17:00/17:30/18:20                                   | 7:00/8:00/9:00/10:30/12:30/14:00/15:30/17:00/17:30/18:20                                   | 7:00/8:00/9:00/10:30/12:30/14:00/15:30/17:00/17:30/18:20                                   | 7:00/8:00/9:00/10:30/12:30/14:00/15:30/17:00/17:30/18:20                                   | 永安首末站               | 7:00/7:30/9:00/10:30/12:30/14:00/15:30/16:30/17:30/16:20                             | 7:00/7:30/9:00/10:30/12:30/14:00/15:30/16:30/17:30/16:20                             | 7:00/7:30/9:00/10:30/12:30/14:00/15:30/16:30/17:30/16:20                             | 7:00/7:30/9:00/10:30/12:30/14:00/15:30/16:30/17:30/16:20                             | 翻牌票价4、3、2、1元、IC卡通用    | 公交分公司与丹阳分公司合营                                                 |
| 镇扬城际公交                                          | 镇扬城际公交       | 焦山公园           | 06:30                                                                                      | 18:30                                                                                      | 40-50                                                                                      | 40-50                                                                                      | 瘦西湖（虹桥坊）         | 06:30                                                                                | 18:30                                                                                | 40-50                                                                                | 40-50                                                                                | 15元、IC卡无优惠                  | 江天汽运与扬汽集团合营，“中平桥”至“瘦西湖(虹桥坊)”沿途各站点位于扬州市境内 |
| 宝华城区环形线                                        | 宝华城区环形线     | 狮子山路           | 06:00                                                                                      | 18:00                                                                                      | 15-25                                                                                      | 15-25                                                                                      | 不适用                   | 不适用                                                                               | 不适用                                                                               | 不适用                                                                               | 不适用                                                                               | 2元、IC卡通用                     | 公交分公司运营，已停运，未正式运营过                                       |
| 新K001                                                | 新K001             | 平昌枢纽站         | 06:30                                                                                      | 21:20                                                                                      |                                                                                            |                                                                                            | 镇江新区公交站           | 06:30                                                                                | 21:20                                                                                |                                                                                      |                                                                                      | 1元、IC卡通用                     |                                                                            |
| 新K002                                                | 新K002             | 大港南站枢纽站     | 07:00/07:30/11:30/17:00/17:30                                                              | 07:00/07:30/11:30/17:00/17:30                                                              | 07:00/07:30/11:30/17:00/17:30                                                              | 07:00/07:30/11:30/17:00/17:30                                                              | 不适用                   | 不适用                                                                               | 不适用                                                                               | 不适用                                                                               | 不适用                                                                               | 1元、IC卡通用                     |                                                                            |
| 新K003                                                | 新K003             | 大润发枢纽站       | 06:30                                                                                      | 17:30                                                                                      |                                                                                            |                                                                                            | 儒里                     | 07:10                                                                                | 18:05                                                                                |                                                                                      |                                                                                      | 1元、IC卡通用                     |                                                                            |
| 新K004                                                | 新K004             | 大港南站枢纽站     | 06:30                                                                                      | 19:30                                                                                      |                                                                                            |                                                                                            | 姚桥枢纽站               | 06:45                                                                                | 18:00                                                                                |                                                                                      |                                                                                      | 1元、IC卡通用                     |                                                                            |
| 新K005                                                | 新K005             | 大港南站枢纽站     | 06:20                                                                                      | 19:30                                                                                      |                                                                                            |                                                                                            | 姚桥枢纽站               | 07:00                                                                                | 18:00                                                                                |                                                                                      |                                                                                      | 1元、IC卡通用                     |                                                                            |
| 新K006                                                | 新K006             | 平昌枢纽站         | 06:20                                                                                      | 17:40                                                                                      |                                                                                            |                                                                                            | 大路枢纽站               | 07:00                                                                                | 18:20                                                                                |                                                                                      |                                                                                      | 1元、IC卡通用                     |                                                                            |
| 新K007                                                | 新K007             | 镇江新区公交站     | 06:30                                                                                      | 17:30                                                                                      |                                                                                            |                                                                                            | 大润发枢纽站             | 06:30                                                                                | 17:30                                                                                |                                                                                      |                                                                                      | 1元、IC卡通用                     | 已停运                                                                     |
| 新K008                                                | 主线               | 大港汽渡总站       | 07:00                                                                                      | 17:30                                                                                      |                                                                                            |                                                                                            | 江苏航院枢纽站           | 06:30                                                                                | 17:30                                                                                |                                                                                      |                                                                                      | 1元、IC卡通用                     |                                                                            |
| 新K008                                                | 高峰线             | 联成化学(船山村)   | 07:30/08:00/16:50/17:40                                                                    | 07:30/08:00/16:50/17:40                                                                    | 07:30/08:00/16:50/17:40                                                                    | 07:30/08:00/16:50/17:40                                                                    | 江苏航院枢纽站           | 06:30/07:00/15:40/16:40                                                              | 06:30/07:00/15:40/16:40                                                              |                                                                                      |                                                                                      | 1元、IC卡通用                     |                                                                            |
| 新K009                                                | 主线               | 大港南站枢纽站     | 06:50                                                                                      | 19:30                                                                                      |                                                                                            |                                                                                            | 圌山天沐温泉             | 07:40                                                                                | 18:10                                                                                |                                                                                      |                                                                                      | 1元、IC卡通用                     |                                                                            |
| 新K009                                                | 机场线             | 大港南站枢纽站     | 07:15/16:10                                                                                | 07:15/16:10                                                                                | 07:15/16:10                                                                                | 07:15/16:10                                                                                | 镇江大路机场             | 08:15/17:10                                                                          | 08:15/17:10                                                                          | 08:15/17:10                                                                          | 08:15/17:10                                                                          | 1元、IC卡通用                     |                                                                            |
| 新K010                                                | 新K010             | 江苏航院枢纽站     | 06:40                                                                                      | 17:00                                                                                      |                                                                                            |                                                                                            | 新区车管所               | 07:30                                                                                | 17:10                                                                                |                                                                                      |                                                                                      | 1元、IC卡通用                     |                                                                            |
| 新K011                                                | 新K011             | 大润发枢纽站       | 07:00                                                                                      | 16:50                                                                                      |                                                                                            |                                                                                            | 瑞尔隆鼎                 | 07:45                                                                                | 17:40                                                                                |                                                                                      |                                                                                      | 1元、IC卡通用                     |                                                                            |
| 新K101                                                | 新K101             | 平昌枢纽站         | 07:00                                                                                      | 17:00                                                                                      |                                                                                            |                                                                                            | 丁岗留村大丁家           | 07:00                                                                                | 17:00                                                                                |                                                                                      |                                                                                      | 1元、IC卡通用                     |                                                                            |
| 新K102                                                | 新K102             | 姚桥枢纽站         | 07:00                                                                                      | 16:30                                                                                      |                                                                                            |                                                                                            | 伏元                     | 07:25                                                                                | 17:00                                                                                |                                                                                      |                                                                                      | 1元、IC卡通用                     |                                                                            |
| 新K103                                                | 新K103             | 姚桥枢纽站         | 07:00                                                                                      | 16:30                                                                                      |                                                                                            |                                                                                            | 建新                     | 07:25                                                                                | 17:00                                                                                |                                                                                      |                                                                                      | 1元、IC卡通用                     |                                                                            |
| 新K104                                                | 新K104             | 大路枢纽站         | 07:00                                                                                      | 17:00                                                                                      |                                                                                            |                                                                                            | 莫家桥                   | 07:25                                                                                | 17:40                                                                                |                                                                                      |                                                                                      | 1元、IC卡通用                     |                                                                            |
| 新K105                                                | 新K105             | 大路枢纽站         | 07:00                                                                                      | 16:50                                                                                      |                                                                                            |                                                                                            | 不适用                   | 不适用                                                                               | 不适用                                                                               | 不适用                                                                               | 不适用                                                                               | 1元、IC卡通用                     |                                                                            |
| 新区旅游专线                                          | 新区旅游专线       | 大港南站枢纽站     | 07:30/09:30/09:30/14:30/16:30                                                              | 07:30/09:30/09:30/14:30/16:30                                                              | 07:30/09:30/09:30/14:30/16:30                                                              | 07:30/09:30/09:30/14:30/16:30                                                              | 绍隆寺                   | 08:30/10:30/13:30/15:30/17:30                                                        | 08:30/10:30/13:30/15:30/17:30                                                        | 08:30/10:30/13:30/15:30/17:30                                                        | 08:30/10:30/13:30/15:30/17:30                                                        | 1元、IC卡通用                     | 原绍隆寺专线                                                               |
| 五峰山专线                                            | 五峰山专线         | 大港汽渡总站       | 7:10/9:10(节)/12:40/16:40                                                                  | 7:10/9:10(节)/12:40/16:40                                                                  | 7:10/9:10(节)/12:40/16:40                                                                  | 7:10/9:10(节)/12:40/16:40                                                                  | 五峰山船厂               | 7:40/9:40(节)/13:10/17:10                                                            | 7:40/9:40(节)/13:10/17:10                                                            | 7:40/9:40(节)/13:10/17:10                                                            | 7:40/9:40(节)/13:10/17:10                                                            | 1元、IC卡通用                     | 临时停运                                                                   |
| 新区快1                                               | 新区快1            | 新材料产业园       | 17:30/18:00/18:20/18:40                                                                    | 17:30/18:00/18:20/18:40                                                                    | 17:30/18:00/18:20/18:40                                                                    | 17:30/18:00/18:20/18:40                                                                    | 江苏航院枢纽站           | 8:00/8:20/8:40                                                                       | 8:00/8:20/8:40                                                                       | 8:00/8:20/8:40                                                                       | 8:00/8:20/8:40                                                                       | 1元、IC卡通用                     | 周日及法定节假日停运                                                       |
| 新K2                                                  | 新K2               | 沃得市民广场       | 7:30/8:00/11:30/12:00/15:30/16:00                                                          | 7:30/8:00/11:30/12:00/15:30/16:00                                                          | 7:30/8:00/11:30/12:00/15:30/16:00                                                          | 7:30/8:00/11:30/12:00/15:30/16:00                                                          | 大港南站枢纽站           | 10:30/11:00/14:00/14:30/17:30/18:00                                                  | 10:30/11:00/14:00/14:30/17:30/18:00                                                  | 10:30/11:00/14:00/14:30/17:30/18:00                                                  | 10:30/11:00/14:00/14:30/17:30/18:00                                                  | 3元、IC卡无优惠                   |                                                                            |
| K301                                                  | K301               | 宝堰客运站         | 7:30/9:45/13:30/15:45                                                                      | 7:30/9:45/13:30/15:45                                                                      | 7:30/9:45/13:30/15:45                                                                      | 7:30/9:45/13:30/15:45                                                                      | 荣炳建筑公司             | 8:15/10:20/14:15/16:20                                                               | 8:15/10:20/14:15/16:20                                                               | 8:15/10:20/14:15/16:20                                                               | 8:15/10:20/14:15/16:20                                                               | 1元、IC卡通用                     | 经曲阳                                                                     |
| K303                                                  | K303               | 宝堰客运站         | 7:30/9:00/10:00/13:00/14:30/16:00                                                          | 7:30/9:00/10:00/13:00/14:30/16:00                                                          | 7:30/9:00/10:00/13:00/14:30/16:00                                                          | 7:30/9:00/10:00/13:00/14:30/16:00                                                          | 刘庄                     | 7:50/9:30/10:30/13:30/15:00/16:30                                                    | 7:50/9:30/10:30/13:30/15:00/16:30                                                    | 7:50/9:30/10:30/13:30/15:00/16:30                                                    | 7:50/9:30/10:30/13:30/15:00/16:30                                                    | 1元、IC卡通用                     |                                                                            |
| K304                                                  | K304               | 建筑公司           | 7:30/9:30/13:30/16:00                                                                      | 7:30/9:30/13:30/16:00                                                                      | 7:30/9:30/13:30/16:00                                                                      | 7:30/9:30/13:30/16:00                                                                      | 胜利                     | 8:00/10:00/14:00/16:20                                                               | 8:00/10:00/14:00/16:20                                                               | 8:00/10:00/14:00/16:20                                                               | 8:00/10:00/14:00/16:20                                                               | 1元、IC卡通用                     |                                                                            |
| K305                                                  | K305               | 建筑公司           | 7:30/9:00/10:00/13:00/14:30/16:00                                                          | 7:30/9:00/10:00/13:00/14:30/16:00                                                          | 7:30/9:00/10:00/13:00/14:30/16:00                                                          | 7:30/9:00/10:00/13:00/14:30/16:00                                                          | 禄食村                   | 7:50/9:30/10:30/13:30/15:00/16:30                                                    | 7:50/9:30/10:30/13:30/15:00/16:30                                                    | 7:50/9:30/10:30/13:30/15:00/16:30                                                    | 7:50/9:30/10:30/13:30/15:00/16:30                                                    | 1元、IC卡通用                     |                                                                            |
| K306                                                  | K306               | 建筑公司           | 7:30/9:30/13:30/16:00                                                                      | 7:30/9:30/13:30/16:00                                                                      | 7:30/9:30/13:30/16:00                                                                      | 7:30/9:30/13:30/16:00                                                                      | 凡石桥                   | 7:55/9:55/14:20/16:25                                                                | 7:55/9:55/14:20/16:25                                                                | 7:55/9:55/14:20/16:25                                                                | 7:55/9:55/14:20/16:25                                                                | 1元、IC卡通用                     |                                                                            |
| K307                                                  | K307               | 小张               | 7:30/9:30/13:30/15:20                                                                      | 7:30/9:30/13:30/15:20                                                                      | 7:30/9:30/13:30/15:20                                                                      | 7:30/9:30/13:30/15:20                                                                      | 嘉荟新城首末站           | 8:30/10:20/14:20/16:00                                                               | 8:30/10:20/14:20/16:00                                                               | 8:30/10:20/14:20/16:00                                                               | 8:30/10:20/14:20/16:00                                                               | 1元、IC卡通用                     | 经黄墟，至丹阳市嘉荟新城首末站                                             |
| K308                                                  | K308               | 南岗               | 7:30/9:40/13:30/15:20                                                                      | 7:30/9:40/13:30/15:20                                                                      | 7:30/9:40/13:30/15:20                                                                      | 7:30/9:40/13:30/15:20                                                                      | 龙山                     | 8:10/10:20/14:20/16:00                                                               | 8:10/10:20/14:20/16:00                                                               | 8:10/10:20/14:20/16:00                                                               | 8:10/10:20/14:20/16:00                                                               | 1元、IC卡通用                     |                                                                            |
| K309                                                  | K309               | 三山南站           | 7:30/9:40/13:00/15:30                                                                      | 7:30/9:40/13:00/15:30                                                                      | 7:30/9:40/13:00/15:30                                                                      | 7:30/9:40/13:00/15:30                                                                      | 辛桥村                   | 8:30/10:30/13:40/16:00                                                               | 8:30/10:30/13:40/16:00                                                               | 8:30/10:30/13:40/16:00                                                               | 8:30/10:30/13:40/16:00                                                               | 1元、IC卡通用                     | 经庄泉                                                                     |
| K310                                                  | K310               | 三山南站           | 7:30/10:00/13:40/15:40                                                                     | 7:30/10:00/13:40/15:40                                                                     | 7:30/10:00/13:40/15:40                                                                     | 7:30/10:00/13:40/15:40                                                                     | 湖滨                     | 8:00/10:20/14:10/16:00                                                               | 8:00/10:20/14:10/16:00                                                               | 8:00/10:20/14:10/16:00                                                               | 8:00/10:20/14:10/16:00                                                               | 1元、IC卡通用                     |                                                                            |
| K311                                                  | K311               | 高资中专           | 7:00/8:30/10:20/13:00/14:30/16:00                                                          | 7:00/8:30/10:20/13:00/14:30/16:00                                                          | 7:00/8:30/10:20/13:00/14:30/16:00                                                          | 7:00/8:30/10:20/13:00/14:30/16:00                                                          | 铁炉西                   | 7:30/9:00/10:50/13:30/15:00/16:30                                                    | 7:30/9:00/10:50/13:30/15:00/16:30                                                    | 7:30/9:00/10:50/13:30/15:00/16:30                                                    | 7:30/9:00/10:50/13:30/15:00/16:30                                                    | 1元、IC卡通用                     |                                                                            |
| K312                                                  | K312               | 高资中专           | 8:00/9:30/13:30/15:30                                                                      | 8:00/9:30/13:30/15:30                                                                      | 8:00/9:30/13:30/15:30                                                                      | 8:00/9:30/13:30/15:30                                                                      | 杨家边                   | 8:30/10:00/14:00/16:00                                                               | 8:30/10:00/14:00/16:00                                                               | 8:30/10:00/14:00/16:00                                                               | 8:30/10:00/14:00/16:00                                                               | 1元、IC卡通用                     |                                                                            |
| K313                                                  | K313               | 高资中专           | 7:00/9:40/13:00/15:00                                                                      | 7:00/9:40/13:00/15:00                                                                      | 7:00/9:40/13:00/15:00                                                                      | 7:00/9:40/13:00/15:00                                                                      | 青山                     | 7:50/10:30/13:50/16:10                                                               | 7:50/10:30/13:50/16:10                                                               | 7:50/10:30/13:50/16:10                                                               | 7:50/10:30/13:50/16:10                                                               | 1元、IC卡通用                     |                                                                            |
| K314                                                  | K314               | 上党               | 7:30/10:00/13:20/15:00                                                                     | 7:30/10:00/13:20/15:00                                                                     | 7:30/10:00/13:20/15:00                                                                     | 7:30/10:00/13:20/15:00                                                                     | 三山南站                 | 8:50/10:40/14:00/15:50                                                               | 8:50/10:40/14:00/15:50                                                               | 8:50/10:40/14:00/15:50                                                               | 8:50/10:40/14:00/15:50                                                               | 1元、IC卡通用                     |                                                                            |
| K315                                                  | K315               | 上党               | 7:30/9:30/13:30/15:30                                                                      | 7:30/9:30/13:30/15:30                                                                      | 7:30/9:30/13:30/15:30                                                                      | 7:30/9:30/13:30/15:30                                                                      | 西山头                   | 8:00/10:00/14:00/16:00                                                               | 8:00/10:00/14:00/16:00                                                               | 8:00/10:00/14:00/16:00                                                               | 8:00/10:00/14:00/16:00                                                               | 1元、IC卡通用                     |                                                                            |
| K316                                                  | K316               | 上党               | 7:30/9:30/13:30/15:30                                                                      | 7:30/9:30/13:30/15:30                                                                      | 7:30/9:30/13:30/15:30                                                                      | 7:30/9:30/13:30/15:30                                                                      | 海燕                     | 8:00/10:10/14:00/16:00                                                               | 8:00/10:10/14:00/16:00                                                               | 8:00/10:10/14:00/16:00                                                               | 8:00/10:10/14:00/16:00                                                               | 1元、IC卡通用                     |                                                                            |
| K317                                                  | K317               | 上党               | 7:30/9:30/13:30/15:30                                                                      | 7:30/9:30/13:30/15:30                                                                      | 7:30/9:30/13:30/15:30                                                                      | 7:30/9:30/13:30/15:30                                                                      | 南岗                     | 8:10/10:10/14:10/16:00                                                               | 8:10/10:10/14:10/16:00                                                               | 8:10/10:10/14:10/16:00                                                               | 8:10/10:10/14:10/16:00                                                               | 1元、IC卡通用                     |                                                                            |
| K318                                                  | K318               | 上会               | 7:20/9:30/13:20/15:20                                                                      | 7:20/9:30/13:20/15:20                                                                      | 7:20/9:30/13:20/15:20                                                                      | 7:20/9:30/13:20/15:20                                                                      | 上党                     | 8:00/10:00/14:00/15:50                                                               | 8:00/10:00/14:00/15:50                                                               | 8:00/10:00/14:00/15:50                                                               | 8:00/10:00/14:00/15:50                                                               | 1元、IC卡通用                     | 经伏牛山                                                                   |
| K319                                                  | K319               | 五谷               | 7:10/9:20/13:00                                                                            | 7:10/9:20/13:00                                                                            | 7:10/9:20/13:00                                                                            | 7:10/9:20/13:00                                                                            | 上会                     | 7:10/9:20/14:00                                                                      | 7:10/9:20/14:00                                                                      | 7:10/9:20/14:00                                                                      | 7:10/9:20/14:00                                                                      | 1元、IC卡通用                     | 经亭子岗                                                                   |
| K319                                                  | K319               | 五谷               | 8:20/14:20/15:20                                                                           | 8:20/14:20/15:20                                                                           | 8:20/14:20/15:20                                                                           | 8:20/14:20/15:20                                                                           | 上会                     | 8:20/14:20/15:20                                                                     | 8:20/14:20/15:20                                                                     | 8:20/14:20/15:20                                                                     | 8:20/14:20/15:20                                                                     | 1元、IC卡通用                     | 经陶巷                                                                     |
| K320                                                  | K320               | 上会               | 7:00/8:30/10:00/13:10/14:30/15:40                                                          | 7:00/8:30/10:00/13:10/14:30/15:40                                                          | 7:00/8:30/10:00/13:10/14:30/15:40                                                          | 7:00/8:30/10:00/13:10/14:30/15:40                                                          | 大丁巷                   | 7:20/8:50/10:20/13:30/14:50/16:00                                                    | 7:20/8:50/10:20/13:30/14:50/16:00                                                    | 7:20/8:50/10:20/13:30/14:50/16:00                                                    | 7:20/8:50/10:20/13:30/14:50/16:00                                                    | 1元、IC卡通用                     |                                                                            |
| K321                                                  | K321               | 上会               | 7:20/9:20/13:20/15:30                                                                      | 7:20/9:20/13:20/15:30                                                                      | 7:20/9:20/13:20/15:30                                                                      | 7:20/9:20/13:20/15:30                                                                      | 郦庄                     | 7:30/9:30/13:40/15:50                                                                | 7:30/9:30/13:40/15:50                                                                | 7:30/9:30/13:40/15:50                                                                | 7:30/9:30/13:40/15:50                                                                | 1元、IC卡通用                     |                                                                            |
| K322                                                  | K322               | 上会               | 7:15/9:20/13:20/15:20                                                                      | 7:15/9:20/13:20/15:20                                                                      | 7:15/9:20/13:20/15:20                                                                      | 7:15/9:20/13:20/15:20                                                                      | 高陵                     | 7:30/9:40/13:40/15:40                                                                | 7:30/9:40/13:40/15:40                                                                | 7:30/9:40/13:40/15:40                                                                | 7:30/9:40/13:40/15:40                                                                | 1元、IC卡通用                     |                                                                            |
| K323                                                  | K323               | 上会               | 7:00/8:20/9:50/15:30                                                                       | 7:00/8:20/9:50/15:30                                                                       | 7:00/8:20/9:50/15:30                                                                       | 7:00/8:20/9:50/15:30                                                                       | 大李甲                   | 7:20/8:40/13:20/15:50                                                                | 7:20/8:40/13:20/15:50                                                                | 7:20/8:40/13:20/15:50                                                                | 7:20/8:40/13:20/15:50                                                                | 1元、IC卡通用                     |                                                                            |
| K326                                                  | K326               | 镇扬村             | 7:30/9:00/13:00/15:00                                                                      | 7:30/9:00/13:00/15:00                                                                      | 7:30/9:00/13:00/15:00                                                                      | 7:30/9:00/13:00/15:00                                                                      | 高桥汽渡                 | 8:30/9:40/13:40/16:00                                                                | 8:30/9:40/13:40/16:00                                                                | 8:30/9:40/13:40/16:00                                                                | 8:30/9:40/13:40/16:00                                                                | 1元、IC卡通用                     |                                                                            |
| K327                                                  | K327               | 世业农贸市场       | 7:30/9:30/13:30/14:45                                                                      | 7:30/9:30/13:30/14:45                                                                      | 7:30/9:30/13:30/14:45                                                                      | 7:30/9:30/13:30/14:45                                                                      | 先锋村委会               | 8:00/10:00/14:00/15:00                                                               | 8:00/10:00/14:00/15:00                                                               | 8:00/10:00/14:00/15:00                                                               | 8:00/10:00/14:00/15:00                                                               | 1元、IC卡通用                     |                                                                            |
| K328                                                  | K328               | 三山南站           | 7:20/10:30/13:30/15:40                                                                     | 7:20/10:30/13:30/15:40                                                                     | 7:20/10:30/13:30/15:40                                                                     | 7:20/10:30/13:30/15:40                                                                     | 千里村委会               | 8:00/11:10/14:10/16:20                                                               | 8:00/11:10/14:10/16:20                                                               | 8:00/11:10/14:10/16:20                                                               | 8:00/11:10/14:10/16:20                                                               | 1元、IC卡通用                     |                                                                            |
| K332                                                  | K332               | 宝堰客运站         | 7:30/9:45/13:30/15:45                                                                      | 7:30/9:45/13:30/15:45                                                                      | 7:30/9:45/13:30/15:45                                                                      | 7:30/9:45/13:30/15:45                                                                      | 荣炳建筑公司             | 8:15/10:20/14:15/16:20                                                               | 8:15/10:20/14:15/16:20                                                               | 8:15/10:20/14:15/16:20                                                               | 8:15/10:20/14:15/16:20                                                               | 1元、IC卡通用                     | 经南庄                                                                     |
| K333                                                  | K333               | 宝堰客运站         | 7:10/9:30/13:30/15:30                                                                      | 7:10/9:30/13:30/15:30                                                                      | 7:10/9:30/13:30/15:30                                                                      | 7:10/9:30/13:30/15:30                                                                      | 登冠客运站               | 7:50/10:10/14:10/16:05                                                               | 7:50/10:10/14:10/16:05                                                               | 7:50/10:10/14:10/16:05                                                               | 7:50/10:10/14:10/16:05                                                               | 1元、IC卡通用                     | “谢家桥”、“登冠客运站”位于常州市金坛区境内                                 |

## 丹阳市线路
| 番号 | 番号 | 起讫站             | 首班                                            | 末班                                            | 间隔时间                                        | 间隔时间                                        | 起讫站             | 首班                                            | 末班                                            | 间隔时间                                        | 间隔时间                                        | 票价                    | 备注                                                                         |
| 番号 | 番号 | 起讫站             | 首班                                            | 末班                                            | 高峰                                            | 平峰                                            | 起讫站             | 首班                                            | 末班                                            | 高峰                                            | 平峰                                            | 票价                    | 备注                                                                         |
| 1    | 1    | 火车站北广场首末站 | 06:00                                           | 21:30                                           | 8                                               | 20                                              | 中北学院首末站     | 06:00                                           | 21:30                                           | 8                                               | 20                                              | 1元、IC卡通用           |                                                                              |
| 2    | 2    | 汤甲首末站         | 06:00                                           | 19:45                                           | 12                                              | 20                                              | 嘉荟新城首末站     | 06:15                                           | 20:15                                           | 12                                              | 20                                              | 1元、IC卡通用           |                                                                              |
| 3    | 3    | 汤甲首末站         | 06:30                                           | 18:00                                           | 20                                              | 25                                              | 火车站北广场首末站 | 06:30                                           | 18:00                                           | 20                                              | 25                                              | 1元、IC卡通用           |                                                                              |
| 5    | 5    | 恒神客运站         | 06:30                                           | 18:00                                           | 20                                              | 30                                              | 客运中心           | 06:30                                           | 18:00                                           | 20                                              | 30                                              | 1元、IC卡通用           |                                                                              |
| 6    | 6    | 汤甲首末站         | 06:00                                           | 20:15                                           | 12                                              | 20                                              | 永安首末站         | 06:00                                           | 20:15                                           | 12                                              | 20                                              | 1元、IC卡通用           |                                                                              |
| 7    | 7    | 中北学院首末站     | 06:20                                           | 18:40                                           | 20                                              | 30                                              | 永安首末站         | 06:20                                           | 18:40                                           | 20                                              | 30                                              | 1元、IC卡通用           |                                                                              |
| 8    | 8    | 薛甲首末站         | 06:20                                           | 20:30                                           | 15                                              | 20                                              | 火车站北广场首末站 | 06:20                                           | 20:30                                           | 15                                              | 20                                              | 1元、IC卡通用           |                                                                              |
| 9    | 9    | 火车站北广场首末站 | 06:30                                           | 18:30                                           | 40                                              | 80                                              | 高铁丹阳北站首末站 | 08:10                                           | 19:50                                           | 40                                              | 80                                              | 1元、IC卡通用           |                                                                              |
| 10   | 10   | 中北学院首末站     | 06:15                                           | 18:20                                           | 20                                              | 40                                              | 高铁丹阳北站首末站 | 06:20                                           | 19:00                                           | 20                                              | 40                                              | 1元、IC卡通用           |                                                                              |
| 11   | 11   | 客运中心           | 06:20/08:30/11:20/13:20/15:20/17:10             | 06:20/08:30/11:20/13:20/15:20/17:10             | 06:20/08:30/11:20/13:20/15:20/17:10             | 06:20/08:30/11:20/13:20/15:20/17:10             | 天地石刻园         | 07:20/09:20/12:10/14:10/16:10/18:00             | 07:20/09:20/12:10/14:10/16:10/18:00             | 07:20/09:20/12:10/14:10/16:10/18:00             | 07:20/09:20/12:10/14:10/16:10/18:00             | 1元、IC卡通用           |                                                                              |
| 12   | 12   | 汤甲首末站         | 06:30                                           | 18:30                                           | 20                                              | 30                                              | 中北学院首末站     | 06:30                                           | 18:30                                           | 20                                              | 30                                              | 1元、IC卡通用           |                                                                              |
| 13   | 13   | 普善首末站         | 06:30                                           | 18:00                                           | 20                                              | 30                                              | 嘉荟新城首末站     | 06:30                                           | 18:00                                           | 20                                              | 30                                              | 1元、IC卡通用           |                                                                              |
| 15   | 主线 | 汤甲首末站         | 06:20                                           | 18:00                                           | 15                                              | 20                                              | 河阳首末站         | 06:20                                           | 18:00                                           | 15                                              | 20                                              | 1元、IC卡通用           |                                                                              |
| 15   | 支线 | 汤甲首末站         | 07:00/08:10/09:30/11:20/12:40/14:20/15:50/17:00 | 07:00/08:10/09:30/11:20/12:40/14:20/15:50/17:00 | 07:00/08:10/09:30/11:20/12:40/14:20/15:50/17:00 | 07:00/08:10/09:30/11:20/12:40/14:20/15:50/17:00 | 香海琴枫           | 07:00/08:10/09:30/10:40/12:30/14:20/15:50/17:00 | 07:00/08:10/09:30/10:40/12:30/14:20/15:50/17:00 | 07:00/08:10/09:30/10:40/12:30/14:20/15:50/17:00 | 07:00/08:10/09:30/10:40/12:30/14:20/15:50/17:00 | 1元、IC卡通用           |                                                                              |
| 16   | 16   | 眼镜产业园         | 06:30                                           | 18:00                                           | 20                                              | 30                                              | 车管所             | 06:30                                           | 18:00                                           | 20                                              | 30                                              | 1元、IC卡通用           |                                                                              |
| 17   | 17   | 薛甲首末站         | 06:30                                           | 18:00                                           | 25                                              | 30                                              | 嘉荟新城首末站     | 06:30                                           | 18:00                                           | 25                                              | 30                                              | 1元、IC卡通用           |                                                                              |
| 18   | 18   | 火车站南广场       | 06:20                                           | 18:20                                           | 15                                              | 20                                              | 司徒客运站         | 06:20                                           | 18:10                                           | 15                                              | 20                                              | 1元、IC卡通用           |                                                                              |
| 19   | 19   | 客运中心           | 06:20                                           | 18:00                                           | 20                                              | 20                                              | 陵口首末站         | 06:20                                           | 18:00                                           | 20                                              | 20                                              | 1元、IC卡通用           |                                                                              |
| 20   | 20   | 汤甲首末站         | 06:30                                           | 18:00                                           | 25                                              | 40                                              | 永安首末站         | 06:30                                           | 18:00                                           | 25                                              | 40                                              | 1元、IC卡通用           |                                                                              |
| 21   | 21   | 火车站北广场首末站 | 06:20                                           | 18:00                                           | 10                                              | 20                                              | 横塘琦瑞首末站     | 06:20                                           | 18:00                                           | 10                                              | 20                                              | 1元、IC卡通用           |                                                                              |
| 22   | 22   | 中北学院首末站     | 06:30                                           | 18:00                                           | 不可考                                          | 不可考                                          | 普善首末站         | 06:30                                           | 18:00                                           | 不可考                                          | 不可考                                          | 1元、IC卡通用           | 已停运                                                                       |
| 23   | 23   | 客运中心           | 06:30                                           | 18:00                                           | 25                                              | 30                                              | 高铁丹阳北站首末站 | 06:30                                           | 18:00                                           | 25                                              | 30                                              | 1元、IC卡通用           |                                                                              |
| 25   | 25   | 普善首末站         | 06:30                                           | 18:00                                           | 不可考                                          | 不可考                                          | 薛甲首末站         | 06:30                                           | 18:00                                           | 不可考                                          | 不可考                                          | 1元、IC卡通用           | 已停运                                                                       |
| 26   | 26   | 汤甲首末站         | 06:30                                           | 18:00                                           | 不可考                                          | 不可考                                          | 恒神客运站         | 06:30                                           | 18:00                                           | 不可考                                          | 不可考                                          | 1元、IC卡通用           | 已停运                                                                       |
| 27   | 27   | 普善首末站         | 06:30                                           | 18:00                                           | 30                                              | 40                                              | 河阳新城           | 06:30                                           | 18:00                                           | 30                                              | 40                                              | 1元、IC卡通用           |                                                                              |
| 28   | 28   | 普善首末站         | 06:30                                           | 18:00                                           | 25                                              | 40                                              | 西门客运站         | 06:30                                           | 18:00                                           | 25                                              | 40                                              | 1元、IC卡通用           |                                                                              |
| 29   | 29   | 客运中心           | 06:30                                           | 18:00                                           | 25                                              | 30                                              | 客运中心           | 06:30                                           | 18:00                                           | 25                                              | 30                                              | 1元、IC卡通用           |                                                                              |
| 30   | 30   | 永安首末站         | 06:30                                           | 18:00                                           | 不可考                                          | 不可考                                          | 永安首末站         | 06:30                                           | 18:00                                           | 不可考                                          | 不可考                                          | 1元、IC卡通用           | 已停运                                                                       |
| 201  | 主线 | 客运中心           | 06:00                                           | 18:00                                           | 35                                              | 40                                              | 飞达集团           | 06:00                                           | 18:00                                           | 35                                              | 40                                              | 2-6元分段计价、IC卡通用 |                                                                              |
| 201  | 区间 | 火车站北广场       | 06:50/10:10/13:10/16:10                         | 06:50/10:10/13:10/16:10                         | 06:50/10:10/13:10/16:10                         | 06:50/10:10/13:10/16:10                         | 飞达集团           | 08:10/11:20/14:20/17:30                         | 08:10/11:20/14:20/17:30                         | 08:10/11:20/14:20/17:30                         | 08:10/11:20/14:20/17:30                         | 2-5元分段计价、IC卡通用 |                                                                              |
| 202  | 202  | 客运中心           | 06:30                                           | 17:30                                           | 40                                              | 50                                              | 后巷               | 06:30                                           | 18:00                                           | 40                                              | 50                                              | 2-5元分段计价、IC卡通用 | 本线为快线 往后巷方向，自陈家村站起只下不上 往丹阳方向，自尧巷村站起只下不上 |
| 203  | 203  | 火车站北广场       | 06:00/09:00/12:30/15:30                         | 06:00/09:00/12:30/15:30                         | 06:00/09:00/12:30/15:30                         | 06:00/09:00/12:30/15:30                         | 界南村             | 07:30/10:30/14:00/17:00                         | 07:30/10:30/14:00/17:00                         | 07:30/10:30/14:00/17:00                         | 07:30/10:30/14:00/17:00                         | 2-6元分段计价、IC卡通用 |                                                                              |
| 204  | 主线 | 客运中心           | 06:00                                           | 18:00                                           | 15                                              | 25                                              | 界牌客运站         | 06:00                                           | 18:10                                           | 15                                              | 25                                              | 2-6元分段计价、IC卡通用 |                                                                              |
| 204  | 区间 | 火车站北广场       | 10:05/14:50/15:50/16:50                         | 10:05/14:50/15:50/16:50                         | 10:05/14:50/15:50/16:50                         | 10:05/14:50/15:50/16:50                         | 界牌客运站         | 08:10/12:50/14:30/15:10                         | 08:10/12:50/14:30/15:10                         | 08:10/12:50/14:30/15:10                         | 08:10/12:50/14:30/15:10                         | 2-6元分段计价、IC卡通用 |                                                                              |
| 206  | 206  | 火车站北广场       | 06:20                                           | 18:00                                           | 50                                              | 90                                              | 建山学校           | 06:30                                           | 17:40                                           | 50                                              | 90                                              | 2-4元分段计价、IC卡通用 |                                                                              |
| 207  | 主线 | 客运中心           | 06:00                                           | 17:50                                           | 35                                              | 40                                              | 访仙客运站         | 06:00                                           | 17:50                                           | 35                                              | 40                                              | 2-3元分段计价、IC卡通用 |                                                                              |
| 207  | 支线 | 火车站北广场       | 06:20                                           | 17:10                                           | 60                                              | 70                                              | 水泥厂             | 06:20                                           | 17:25                                           | 60                                              | 70                                              | 2-4元分段计价、IC卡通用 |                                                                              |
| 208  | 208  | 客运中心           | 06:00                                           | 17:50                                           | 40                                              | 60                                              | 吕城首末站         | 06:00                                           | 17:50                                           | 40                                              | 60                                              | 2-6元分段计价、IC卡通用 |                                                                              |
| 209  | 主线 | 客运中心           | 06:20                                           | 17:50                                           | 40                                              | 60                                              | 吕城首末站         | 06:20                                           | 17:50                                           | 40                                              | 60                                              | 2-6元分段计价、IC卡通用 |                                                                              |
| 209  | 支线 | 客运中心           | 06:40                                           | 17:40                                           | 90                                              | 100                                             | 吕城首末站         | 06:40                                           | 17:40                                           | 90                                              | 100                                             | 2-6元分段计价、IC卡通用 |                                                                              |
| 211  | 211  | 客运中心           | 06:30                                           | 17:30                                           | 90                                              | 90                                              | 蒋墅集镇           | 06:30                                           | 17:30                                           | 90                                              | 90                                              | 2-6元分段计价、IC卡通用 |                                                                              |
| 212  | 主线 | 客运中心           | 06:05(工作日)/05:50(节假日)                     | 18:00                                           | 20                                              | 30                                              | 皇塘客运站         | 06:00                                           | 18:00                                           | 20                                              | 30                                              | 2-6元分段计价、IC卡通用 |                                                                              |
| 212  | 支线 | 客运中心           | 06:00                                           | 17:00                                           | 80                                              | 120                                             | 皇塘客运站         | 06:40                                           | 17:00                                           | 80                                              | 120                                             | 2-6元分段计价、IC卡通用 |                                                                              |
| 213  | 213  | 客运中心           | 06:00                                           | 18:00                                           | 25                                              | 30                                              | 里庄客运站         | 06:05                                           | 18:00                                           | 25                                              | 30                                              | 2-5元分段计价、IC卡通用 |                                                                              |
| 215  | 215  | 客运中心           | 06:00                                           | 17:50                                           | 20                                              | 30                                              | 延陵客运站         | 06:00                                           | 17:50                                           | 20                                              | 30                                              | 2-3元分段计价、IC卡通用 | 经松卜                                                                       |
| 216  | 主线 | 客运中心           | 06:00                                           | 17:40                                           | 40                                              | 50                                              | 延陵客运站         | 06:10                                           | 17:50                                           | 40                                              | 50                                              | 2-4元分段计价、IC卡通用 | 经丹西路                                                                     |
| 216  | 支线 | 客运中心           | 06:25                                           | 18:00                                           | 40                                              | 50                                              | 延陵客运站         | 06:00                                           | 17:25                                           | 40                                              | 50                                              | 2-4元分段计价、IC卡通用 | 经五村                                                                       |
| 218  | 218  | 客运中心           | 06:00                                           | 17:50                                           | 30                                              | 40                                              | 珥陵客运站         | 06:00                                           | 17:50                                           | 30                                              | 40                                              | 2-4元分段计价、IC卡通用 | 原丹阳214路                                                                  |
| 219  | 219  | 客运中心           | 06:30                                           | 17:00                                           | 60                                              | 90                                              | 折柳集镇           | 06:30                                           | 17:00                                           | 60                                              | 90                                              | 2-4元分段计价、IC卡通用 |                                                                              |
| 220  | 220  | 客运中心           | 06:00                                           | 17:30                                           | 60                                              | 90                                              | 季子庙首末站       | 06:00                                           | 17:30                                           | 60                                              | 90                                              | 2-4元分段计价、IC卡通用 |                                                                              |

## 扬中市线路
| 番号 | 番号 | 起讫站           | 发车时间 | 起讫站         | 发车时间 | 票价                     | 备注           |
| 101  | 夏   | 扬中公交客运总站 | 06:50/07:17/07:40/08:10/08:35/09:02/09:32/10:02/10:32/11:00/11:32/12:02/12:30/13:02/13:32/14:02/14:30/14:50/15:20/15:44/16:10/16:43/17:10/17:32/18:03                                                                                                  | 行政中心南站   | 06:50/07:15/07:30/07:50/08:05/08:20/08:50/09:15/09:40/10:10/10:40/11:10/11:40/12:10/12:40/13:10/13:40/14:10/14:40/15:10/15:40/16:00/16:20/16:50/17:20/17:50/18:10                                                                         | 1元、IC卡通用            |                |
| 101  | 冬   | 扬中公交客运总站 | 06:50/07:17/07:40/08:10/08:35/09:02/09:30/10:02/10:32/11:02/11:32/12:02/12:28/13:02/13:32/14:02/14:30/14:50/15:20/15:44/16:10/16:43/17:10/17:30/17:46                                                                                                  | 行政中心南站   | 06:50/07:15/07:30/07:50/08:05/08:20/08:50/09:15/09:40/10:10/10:40/11:10/11:40/12:10/12:40/13:10/13:40/14:10/14:40/15:10/15:40/16:00/16:20/16:50/17:20/17:50/18:10                                                                         | 1元、IC卡通用            |                |
| 102  | 夏   | 扬中公交客运总站 | 06:40/07:10/07:45/08:10/08:40/09:10/09:40/10:10/10:40/11:00/11:40/12:20/13:00/13:30/14:00/14:30/15:10/15:40/16:20/16:50/17:20/18:10 | 新坝客运站     | 07:00/07:20/07:40/08:00/08:30/09:00/09:30/10:00/10:30/11:00/11:30/11:50/12:30/13:10/13:50/14:20/14:50/15:20/16:00/16:30/17:10/17:40/18:10                                                                                                 | 1元、IC卡通用            |                |
| 102  | 冬   | 扬中公交客运总站 | 06:50/07:15/07:45/08:20/08:50/09:20/10:00/10:40/11:10/11:40/12:10/12:40/13:10/13:30/14:00/14:40/15:10/15:50/16:20/16:50/17:30 | 新坝客运站     | 07:00/07:20/07:40/08:10/08:40/09:10/09:40/10:10/10:50/11:30/12:00/12:30/13:00/13:30/14:00/14:20/14:50/15:30/16:00/16:40/17:10/17:40 | 1元、IC卡通用            |                |
| 103  | 夏   | 扬中公交客运总站 | 07:10/08:08/08:58/09:58/10:58/12:24/13:38/14:58/15:58/16:52/17:42 | 文景广场站     | 07:00/07:50/09:00/09:40/10:40/11:40/13:00/14:20/15:40/16:40/17:40 | 1元、IC卡通用            |                |
| 103  | 冬   | 扬中公交客运总站 | 07:15/08:05/08:58/10:05/10:55/12:25/13:35/14:57/16:05/16:52/17:42 | 文景广场站     | 07:00/07:50/08:40/09:40/10:40/11:30/13:00/14:10/15:30/16:40/17:40 | 1元、IC卡通用            |                |
| 105  | 夏   | 扬中公交客运总站 | 07:02/07:20/07:52/08:20/09:04/09:42/10:20/11:12/11:40/12:22/13:04/13:42/14:22/15:02/15:42/16:20/16:50/17:34/18:08 | 金山学院站     | 07:10/07:40/08:10/08:30/09:00/09:40/10:20/11:00/11:40/12:20/13:00/13:40/14:20/15:00/15:40/16:20/17:00/17:30/18:10 | 1元、IC卡通用            |                |
| 105  | 冬   | 扬中公交客运总站 | 07:02/07:20/07:52/08:20/09:04/09:42/10:20/11:12/11:42/12:22/13:04/13:42/14:22/15:02/15:42/16:20/17:02/17:44 | 金山学院站     | 07:10/07:40/08:00/08:30/09:00/09:40/10:20/11:00/11:40/12:20/13:00/13:40/14:20/15:00/15:40/16:20/17:00/17:40 | 1元、IC卡通用            |                |
| 106  | 夏   | 滨江公园站       | 07:00/07:50/09:00/10:00/11:20/12:20/13:30/14:30/15:30/16:30/17:00/17:30 | 城北公交客运站 | 07:00/07:30/08:30/09:30/10:30/11:50/12:50/14:00/15:00/16:00/17:00/17:30 | 1元、IC卡通用            |                |
| 106  | 冬   | 滨江公园站       | 07:00/08:00/09:00/10:00/11:00/12:30/13:30/14:30/15:30/16:30/17:00/17:30 | 城北公交客运站 | 07:30/08:00/08:30/09:30/10:30/11:30/13:00/14:00/15:00/16:00/17:00/17:30 | 1元、IC卡通用            |                |
| 201  | 夏   | 扬中公交客运总站 | 06:00/06:25/06:45/07:05/07:25/07:45/08:00/08:20/08:40/09:00/09:15/09:30/09:45/10:00/10:20/10:40/11:00/11:20/11:40/12:00/12:20/12:40/13:00/13:20/13:40/14:00/14:20/14:40/14:55/15:10/15:25/15:40/15:55/16:10/16:25/16:40/17:00/17:20/17:40/18:05/18:30  | 新坝街站       | 06:30/06:50/07:10/07:25/07:45/08:05/08:25/08:40/09:00/09:20/09:40/10:00/10:15/10:30/10:45/11:00/11:20/11:40/12:00/12:20/12:40/13:00/13:20/13:40/13:55/14:10/14:30/14:50/15:10/15:30/15:45/16:05/16:25/16:45/17:05/17:30/17:50/18:10/18:30 | 2元、IC卡通用            |                |
| 201  | 冬   | 扬中公交客运总站 | 06:10/06:30/06:45/07:05/07:25/07:45/08:00/08:20/08:40/09:00/09:20/09:40/10:00/10:20/10:40/11:00/11:20/11:40/12:00/12:20/12:40/13:00/13:15/13:30/13:45/14:00/14:15/14:25/14:40/14:55/15:10/15:25/15:40/16:00/16:15/16:30/16:45/17:00/17:15/17:40/18:05/ | 新坝街站       | 06:30/06:50/07:15/07:30/07:50/08:10/08:30/08:50/09:10/09:30/09:50/10:10/10:30/10:45/11:00/11:20/11:40/12:00/12:20/12:40/13:00/13:20/13:40/14:00/14:15/14:30/14:45/15:05/15:20/15:35/15:50/16:05/16:20/16:45/17:10/17:40/18:00             | 2元、IC卡通用            |                |
| 202  | 夏   | 文景广场站       | 07:00/07:40/08:20/09:00/09:30/10:00/11:10/12:20/13:00/14:00/14:40/15:40/16:40/17:50 | 新坝客运站     | 06:50/07:25/08:00/08:30/09:10/09:50/10:20/10:50/12:30/13:50/14:50/15:30/16:20/17:30 | 2元、IC卡通用            |                |
| 202  | 冬   | 文景广场站       | 07:00/07:50/08:20/09:00/09:30/10:00/11:10/12:20/13:00/14:00/14:40/15:40/16:30/17:50 | 新坝客运站     | 07:00/07:25/08:00/08:40/09:10/09:50/10:20/10:50/12:30/13:50/14:50/15:30/16:20/17:10 | 2元、IC卡通用            |                |
| 203  | 夏   | 扬中公交客运总站 | 07:15/08:20/09:00/09:50/10:30/11:20/12:10/13:12/14:02/14:50/15:50/16:40/17:38 | 联合村站       | 07:20/08:00/08:30/09:10/10:00/10:50/11:20/12:10/13:00/14:00/14:50/15:40/16:40/17:30 | 2元、IC卡通用            |                |
| 203  | 冬   | 扬中公交客运总站 | 07:13/08:00/08:52/09:40/10:30/11:20/12:12/13:00/13:50/14:30/15:20/16:10/17:10 | 联合村站       | 07:25/08:00/08:50/09:40/10:30/11:20/12:10/13:00/13:50/14:40/15:20/16:10/17:00 | 2元、IC卡通用            |                |
| 205  | 夏   | 扬中公交客运总站 | 07:18/08:00/09:04/09:52/10:42/11:22/12:12/13:02/13:58/14:40/15:42/16:30/17:35 | 营房村站       | 07:25/08:10/08:50/09:50/10:40/11:30/12:10/13:00/13:50/14:50/15:30/16:30/17:30 | 2元、IC卡通用            |                |
| 205  | 冬   | 扬中公交客运总站 | 07:20/08:02/09:00/09:45/10:42/11:22/12:15/13:04/13:40/14:32/15:22/16:12/17:08 | 营房村站       | 07:25/08:10/08:50/09:50/10:35/11:30/12:10/13:00/13:50/14:30/15:20/16:10/17:00 | 2元、IC卡通用            |                |
| 206  | 夏   | 城北公交客运站   | 06:30/07:10/07:50/08:30/09:10/10:00/10:40/11:20/12:10/13:00/13:50/14:30/15:10/15:50/16:30/17:10/17:55 | 兴隆社区       | 06:40/07:15/07:50/08:30/09:10/10:00/10:40/11:20/12:10/13:00/13:50/14:30/15:10/15:50/16:30/17:25/17:50 | 2元、IC卡通用            |                |
| 206  | 冬   | 城北公交客运站   | 06:50/07:10/07:40/08:30/09:10/10:00/10:40/11:20/12:10/13:00/13:50/14:30/15:10/15:40/16:20/16:50/17:30 | 兴隆社区       | 07:00/07:30/08:00/08:30/09:10/10:00/10:40/11:20/12:10/13:00/13:50/14:30/15:10/15:40/16:20/17:00/17:30 | 2元、IC卡通用            |                |
| 208  | 夏   | 城北公交客运站   | 06:30/07:10/07:30/08:10/08:50/09:30/10:20/10:50/11:20/12:10/13:20/14:20/15:10/16:00/17:10/18:10 | 永胜街站       | 06:20/07:00/07:30/08:10/08:50/09:00/10:00/10:40/11:20/12:10/13:20/14:20/15:10/16:00/17:10/18:10 | 2元、IC卡通用            |                |
| 208  | 冬   | 城北公交客运站   | 06:30/07:10/07:30/08:10/08:50/09:30/10:20/10:50/11:30/12:10/13:10/14:00/14:30/15:30/16:40/17:50 | 永胜街站       | 06:30/07:00/07:30/08:10/08:50/09:20/09:50/10:30/11:30/12:20/13:10/14:00/14:30/15:30/16:40/17:50 | 2元、IC卡通用            |                |
| 209  | 夏   | 扬中公交客运总站 | 06:20/06:45/07:10/07:30/07:50/08:18/08:38/09:02/09:25/09:50/10:20/10:40/11:10/11:40/12:10/12:40/13:10/13:40/14:00/14:20/14:50/15:20/15:50/16:20/16:50/17:20/17:40/18:10                                                                                | 长旺邮政所站/  | 06:20/06:45/07:10/07:30/07:50/08:10/08:30/08:50/09:20/09:40/10:00/10:20/10:40/11:10/11:40/12:10/12:40/13:10/13:40/14:00/14:35/15:10/15:45/16:20/16:50/17:20/17:40/18:10                                                                   | 2元、IC卡通用            |                |
| 209  | 冬   | 扬中公交客运总站 | 06:30/06:55/07:20/07:45/08:10/08:35/08:55/09:13/09:40/10:00/10:25/10:55/11:15/11:40/12:10/12:45/13:10/13:30/13:50/14:00/14:30/15:00/15:30/16:00/16:30/17:00/17:30/17:50                                                                                | 长旺邮政所站/  | 06:30/06:55/07:20/07:45/08:10/08:30/08:50/09:10/09:35/09:55/10:15/10:35/10:55/11:15/11:45/12:10/12:40/13:10/13:40/14:00/14:30/15:00/15:30/16:00/16:30/17:00/17:30/17:50                                                                   | 2元、IC卡通用            |                |
| 210  | 夏   | 城北公交客运站   | 06:30/06:50/07:15/07:35/07:55/08:20/08:40/09:00/09:20/09:40/10:00/10:20/10:40/11:00/11:20/11:40/12:00/12:25/12:50/13:15/13:40/14:00/14:20/14:40/15:00/15:20/15:40/16:00/16:20/16:40/17:00/17:20/17:40/18:00/18:20/18:40/18:55/19:10                    | 油坊客运站     | 5:50/06:10/06:30/06:50/07:05/07:20/07:35/07:50/08:10/08:25/08:45/09:05/09:25/09:50/10:10/10:30/10:50/11:10/11:30/11:50/12:10/12:30/12:50/13:15/13:40/14:00/14:25/14:50/15:10/15:30/15:50/16:10/16:30/16:50/17:10/17:30/17:50/18:10        | 2元、IC卡通用            |                |
| 210  | 冬   | 城北公交客运站   | 06:30/06:50/07:15/07:35/07:55/08:20/08:40/09:00/09:20/09:40/10:00/10:20/10:40/11:00/11:20/11:40/12:00/12:20/12:45/13:10/13:30/13:50/14:10/14:30/14:50/15:10/15:30/15:50/16:10/16:30/16:50/17:10/17:30/17:50/18:10/18:30/18:45/19:00                    | 油坊客运站     | 5:50/06:10/06:30/06:50/07:05/07:20/07:35/07:50/08:10/08:25/08:45/09:05/09:25/09:50/10:10/10:30/10:50/11:10/11:30/11:50/12:10/12:30/12:50/13:15/13:40/14:00/14:20/14:40/15:00/15:20/15:40/16:00/16:20/16:40/17:00/17:20/17:40/18:00        | 2元、IC卡通用            |                |
| 211  | 夏   | 扬中公交客运总站 | 06:40/07:02/07:20/07:40/08:00/08:20/08:40/09:00/09:15/09:30/09:45/10:00/10:25/10:50/11:15/11:42/12:00/12:20/12:35/12:50/13:05/13:20/13:42/14:02/14:15/14:30/14:45/15:05/15:25/15:52/16:10/16:30/16:52/17:10/17:35/18:02/18:30/19:10                    | 八桥客运站     | 5:30/5:50/06:10/06:30/06:50/07:10/07:30/07:45/08:00/08:15/08:30/08:45/09:00/09:15/09:30/09:45/10:00/10:15/10:25/10:40/10:55/11:05/11:30/12:00/12:25/12:50/13:15/13:40/14:05/14:30/14:55/15:20/15:40/16:00/16:30/17:00/17:30/18:10         | 2元、IC卡通用            |                |
| 211  | 冬   | 扬中公交客运总站 | 06:40/07:02/07:22/07:40/08:00/08:20/08:40/09:00/09:15/09:30/09:45/10:02/10:27/10:50/11:17/11:42/12:00/12:15/12:30/12:47/13:05/13:20/13:40/14:02/14:15/14:30/14:45/15:05/15:25/15:50/16:10/16:32/16:50/17:10/17:35/18:05/18:30/19:00                    | 八桥客运站     | 5:30/5:50/06:10/06:30/06:50/07:10/07:30/07:45/08:00/08:15/08:30/08:45/09:00/09:15/09:30/09:45/10:00/10:15/10:25/10:35/10:50/11:00/11:30/12:00/12:30/13:00/13:25/13:50/14:05/14:30/14:55/15:20/15:40/16:00/16:30/17:00/17:30/18:00         | 2元、IC卡通用            |                |
| 212  | 夏   | 城北公交客运站   | 06:30/06:50/07:10/07:30/07:50/08:10/08:30/09:00/09:30/10:00/10:30/11:00/11:40/12:20/12:50/13:10/13:30/14:00/14:20/14:50/15:20/15:50/16:20/16:50/17:10/17:40/18:10                                                                                      | 轮船港站       | 06:30/06:50/07:10/07:30/07:50/08:10/08:30/08:50/09:10/09:30/10:00/10:30/10:50/11:30/12:00/12:30/13:00/13:30/14:00/14:30/15:00/15:40/16:20/16:50/17:10/17:30/18:10                                                                         | 2元、IC卡通用            |                |
| 212  | 冬   | 城北公交客运站   | 06:30/06:50/07:10/07:30/07:50/08:10/08:30/09:00/09:30/10:00/10:30/11:00/11:40/12:20/12:50/13:10/13:30/14:00/14:20/14:40/15:00/15:30/15:50/16:20/16:50/17:20/17:50                                                                                      | 轮船港站       | 06:30/06:50/07:10/07:30/07:50/08:10/08:30/08:50/09:10/09:30/10:00/10:20/10:40/11:20/12:00/12:30/13:00/13:30/14:00/14:30/15:00/15:30/16:00/16:30/16:50/17:10/17:50/                                                                        | 2元、IC卡通用            |                |
| 213  | 夏   | 城北公交客运站   | 06:20/06:40/07:00/07:20/07:50/08:20/08:50/09:20/09:50/10:20/10:50/11:20/11:40/12:00/12:20/12:40/13:10/13:30/14:00/14:30/15:10/15:30/16:00/16:30/17:05/17:40/18:10                                                                                      | 西来桥枢纽站   | 5:50/06:10/06:30/06:50/07:10/07:30/08:00/08:30/09:00/09:20/09:50/10:20/10:50/11:20/11:55/12:20/12:50/13:20/13:40/14:10/14:40/15:10/15:45/16:20/17:00/17:35/18:10                                                                          | 2元、IC卡通用            |                |
| 213  | 冬   | 城北公交客运站   | 06:20/06:40/07:00/07:20/07:50/08:20/08:50/09:20/09:50/10:20/10:50/11:20/11:40/12:00/12:20/12:40/13:10/13:30/14:00/14:30/15:00/15:30/16:00/16:30/17:05/17:25/17:50                                                                                      | 西来桥枢纽站   | 5:53/06:15/06:30/06:50/07:10/07:30/08:00/08:30/09:00/09:20/09:50/10:20/10:50/11:20/11:55/12:20/12:50/13:20/13:40/14:10/14:40/15:10/15:40/16:15/16:50/17:15/17:50                                                                          | 2元、IC卡通用            |                |
| 215  | 夏   | 扬中公交客运总站 | 06:28/07:08/07:44/08:24/08:50/09:40/10:44/11:30/12:12/13:00/13:58/14:32/15:02/16:00/17:00/18:05 | 中滩站         | 06:30/07:10/07:40/08:20/08:50/09:20/09:50/10:40/11:40/12:30/13:10/14:00/15:00/16:00/17:00/18:05 | 2元、IC卡通用            |                |
| 215  | 冬   | 扬中公交客运总站 | 06:37/07:10/07:43/08:18/08:50/09:42/10:30/11:32/12:12/12:50/13:48/14:20/14:52/15:32/16:34/17:32 | 中滩站         | 06:40/07:10/07:40/08:20/08:50/09:20/09:50/10:40/11:30/12:30/13:10/13:50/14:50/15:30/16:30/17:30 | 2元、IC卡通用            |                |
| 216  | 夏   | 扬中公交客运总站 | 06:35/07:04/07:55/09:17/10:35/11:12/12:18/13:44/14:35/16:02/16:55/18:20 | 西来桥枢纽站   | 5:55/07:06/08:02/09:10/10:18/10:45/12:22/13:10/14:40/15:47/16:55/18:08 | 2元、IC卡通用            |                |
| 216  | 冬   | 扬中公交客运总站 | 06:35/07:04/07:55/09:17/10:35/11:10/12:18/13:28/14:35/15:52/16:55/18:10 | 西来桥枢纽站   | 5:55/07:06/08:02/09:10/10:18/10:45/12:20/13:10/14:40/15:45/16:55/18:00 | 2元、IC卡通用            |                |
| 301  | 夏   | 雷公岛站         | 07:00/09:00/10:30/14:00/16:00/17:30 | 立新村委会站   | 07:30/10:00/13:30/15:00/17:00 | 1元、IC卡通用            |                |
| 301  | 冬   | 雷公岛站         | 07:00/09:00/10:30/14:00/16:00 | 立新村委会站   | 07:30/10:00/13:30/15:00/17:00 | 1元、IC卡通用            |                |
| 303  | 夏   | 新宁社区南站     | 07:00/08:00/09:30/10:30/13:30/14:00/15:00/16:00/17:00/17:30 | 五一村站       | 07:00/08:00/09:30/10:30/14:00/15:00/16:00/17:00/17:30 | 1元、IC卡通用            |                |
| 303  | 冬   | 新宁社区南站     | 07:00/08:00/09:30/10:30/13:30/14:00/15:00/16:00/17:00 | 五一村站       | 07:00/08:00/09:30/10:30/14:00/15:00/16:00/17:00 | 1元、IC卡通用            |                |
| 306  | 夏   | 兴阳村站         | 07:10/08:00/09:00/10:30/13:10/14:00/15:00/16:45/17:30 | 泰州大桥站     | 07:10/08:00/09:30/10:30/13:10/14:00/16:00/16:45/17:30 | 1元、IC卡通用            |                |
| 306  | 冬   | 兴阳村站         | 07:20/08:10/09:00/10:30/13:10/14:00/15:40/16:10/17:00 | 泰州大桥站     | 07:20/08:10/09:00/10:30/13:10/14:00/14:50/16:20/17:00 | 1元、IC卡通用            |                |
| 309  | 夏   | 扬中公交客运总站 | 07:02/07:42/09:02/10:04/11:32/13:04/14:04/15:00/16:28/17:04/17:32 | 荣鑫磨具站     | 07:00/07:40/08:30/09:30/10:30/12:00/13:30/14:30/15:30/17:00/17:30 | 1元、IC卡通用            |                |
| 309  | 冬   | 扬中公交客运总站 | 07:08/07:35/09:02/10:04/11:32/13:02/14:02/15:02/15:55/16:28/17:02 | 荣鑫磨具站     | 07:05/07:35/08:10/09:30/10:30/12:00/13:30/14:30/15:30/16:25/17:05 | 1元、IC卡通用            |                |
| 310  | 夏   | 永胜街站         | 06:40/08:00/10:00/13:30/15:00/16:30/17:30 | 扬中二桥站     | 07:30/09:00/10:40/14:00/16:00/17:00 | 1元、IC卡通用            |                |
| 310  | 冬   | 永胜街站         | 06:40/08:00/10:00/13:30/15:00/16:30/17:30 | 扬中二桥站     | 07:30/09:00/10:40/14:00/16:00/17:00 | 1元、IC卡通用            |                |
| 312  | 夏   | 环太集团站       | 06:50/08:00/10:30/14:00/15:30/17:00/ | 太平村委站     | 07:30/09:00/13:30/15:00/16:30 | 1元、IC卡通用            |                |
| 312  | 冬   | 环太集团站       | 06:50/08:00/10:30/14:00/15:30/16:30/ | 太平村委站     | 07:30/09:00/13:30/15:00/16:00 | 1元、IC卡通用            |                |
| 316  | 夏   | 老郎村委会站     | 06:50/07:40/09:00/10:00/11:00/14:00/15:00/16:00/17:00/17:30 | 油坊客运站     | 06:50/07:40/09:00/10:00/11:00/13:00/14:00/15:00/16:20/17:00/17:30 | 1元、IC卡通用            |                |
| 316  | 冬   | 老郎村委会站     | 07:00/07:40/09:00/10:00/10:30/14:00/15:00/16:00/17:00 | 油坊客运站     | 07:00/07:40/09:00/10:00/10:30/13:00/14:00/15:00/16:00/17:00 | 1元、IC卡通用            |                |
| 318  | 夏   | 扬中公交客运总站 | 07:12/08:22/10:38/13:32/15:20/17:00 | 中华站         | 07:40/08:50/11:10/14:00/16:00/17:30 | 1元、IC卡通用            |                |
| 318  | 冬   | 扬中公交客运总站 | 07:18/08:22/10:32/13:32/15:24/16:30 | 中华站         | 07:45/08:50/11:00/14:00/16:00/17:00 | 1元、IC卡通用            |                |
| 319  | 夏   | 利民站           | 07:00/08:00/09:30/10:30/13:30/14:30/16:00/17:00 | 齐桥站         | 07:30/08:30/10:00/11:00/14:00/15:00/16:30/17:30 | 1元、IC卡通用            |                |
| 319  | 冬   | 利民站           | 07:00/08:00/09:30/10:30/13:30/14:30/16:00/17:00 | 齐桥站         | 07:30/08:30/10:00/11:00/14:00/15:00/16:30/17:30 | 1元、IC卡通用            |                |
| Y001 | 夏   | 扬中客运站       | 6:10/6:50/7:40/8:30/9:30/10:50/12:20/13:50/15:10/16:20/17:10/18:10 | 镇江新区公交站 | 7:20/8:00/8:50/9:40/10:40/12:00/13:30/15:00/16:20/17:30/18:20/19:20 | 翻牌票价2、1元、IC卡通用 | 扬中分公司运营 |
| Y001 | 冬   | 扬中客运站       | 6:20/6:50/7:40/8:30/9:30/10:30/12:00/13:30/14:40/15:40/16:30/17:30 | 镇江新区公交站 | 7:20/8:00/8:50/9:40/10:40/11:40/13:10/14:40/15:50/16:50/17:40/18:30 | 翻牌票价2、1元、IC卡通用 | 扬中分公司运营 |
| Y002 | 夏   | 金山学院站       | 07:00/08:20/09:20/10:30/12:20/14:00/15:10/16:10/17:10 | 大港(高铁)南站 | 08:30/10:20/11:20/12:30/14:30/16:10/17:20/18:10/19:30 | 2元、IC卡通用            |                |
| Y002 | 冬   | 金山学院站       | 07:00/08:20/09:20/10:30/12:20/14:00/15:30/17:00/18:30 | 大港(高铁)南站 | 08:30/10:20/11:20/12:30/14:45/16:10/17:20/18:10/19:30 | 2元、IC卡通用            |                |

## 句容市线路
| 番号           | 番号           | 起讫站           | 首班 | 末班 | 起讫站         | 首班 | 末班 | 票价                     | 备注                                                       |
| 1              | 1              | 客运中心         | 05:40 | 18:00 | 幸福花园       | 05:55 | 18:40 | 1元、IC卡通用            |                                                            |
| 2              | 主线           | 客运中心         | 06:00/06:20/06:40/16:20/16:40/17:00 | 06:00/06:20/06:40/16:20/16:40/17:00 | 姚徐公交站     | 07:05/07:25/07:45/17:25/17:45/18:05 | 07:05/07:25/07:45/17:25/17:45/18:05 | 1元、IC卡通用            |                                                            |
| 2              | 区间           | 客运中心         | 06:00 | 18:00 | 容安驾校       | 06:00 | 17:40 | 1元、IC卡通用            |                                                            |
| 3              | 3              | 客运中心         | 05:40 | 17:40 | 三岔           | 06:15 | 18:10 | 2元、IC卡通用            |                                                            |
| 4              | 4              | 客运中心         | 05:40 | 17:40 | 暨南农场       | 06:00 | 17:40 | 2元、IC卡通用            |                                                            |
| 5              | 5              | 客运中心         | 06:00 | 17:40 | 黄金花园       | 06:02 | 18:20 | 1元、IC卡通用            |                                                            |
| 7              | 7              | 客运中心         | 05:40 | 17:40 | 北部新城       | 06:15 | 18:15 | 1元、IC卡通用            | 原句容701路                                                |
| 8              | 8              | 客运中心         | 05:40 | 17:40 | 童世界地铁站   | 06:15 | 18:15 | 1元、IC卡通用            | 原句容702路                                                |
| 10             | 10             | 梧桐墅           | 05:30 | 17:50 | 石狮加油站     | 06:10 | 18:30 | 2元、IC卡通用            | “石狮加油站”站点位于南京市江宁区境内                       |
| 11             | 主线           | 客运中心         | 05:40-08:40/15:25-17:45 | 05:40-08:40/15:25-17:45 | 桃李面包厂     | 06:30-09:30/16:15-18:35 | 06:30-09:30/16:15-18:35 | 1元、IC卡通用            |                                                            |
| 11             | 区间           | 客运中心         | 05:40 | 17:45 | 一马先服装厂   | 06:05 | 18:15 | 1元、IC卡通用            |                                                            |
| 12             | 12             | 石狮加油站       | 07:00/08:30/10:00/13:30/15:00/16:30 | 07:00/08:30/10:00/13:30/15:00/16:30 | 唐家           | 07:20/08:50/10:20/13:50/15:20/16:50 | 07:20/08:50/10:20/13:50/15:20/16:50 | 1元、IC卡不用            | 句容镇村二分公司运营，“石狮加油站”站点位于南京市江宁区境内 |
| 218            | 218            | 弘阳山卿         | 07:00/08:00/09:00/10:00/12:00/13:00/14:00/15:00/16:00/17:00 | 07:00/08:00/09:00/10:00/12:00/13:00/14:00/15:00/16:00/17:00 | 经天路地铁站   | 08:00/09:00/10:00/11:00/13:00/14:00/15:00/16:00/17:00 | 08:00/09:00/10:00/11:00/13:00/14:00/15:00/16:00/17:00 | 分段票价3、2元、IC卡通用 | 句容城乡公交运营                                           |
| 236            | 236            | 郭庄客运站       | 06:30/07:30/08:30/09:30/10:30/13:00/14:00/15:00/16:00/17:00 | 06:30/07:30/08:30/09:30/10:30/13:00/14:00/15:00/16:00/17:00 | 宁杭高铁江宁站 | 07:30/08:30/09:30/10:30/11:30/14:00/15:00/16:00/17:00/18:00 | 07:30/08:30/09:30/10:30/11:30/14:00/15:00/16:00/17:00/18:00 | 翻牌票价3、2元、IC卡通用 | 句容城乡公交运营                                           |
| 901            | 901            | 公交东门停车场   | 05:40 | 17:40 | 不适用         | 不适用 | 不适用 | 1元、IC卡通用            |                                                            |
| 902            | 902            | 公交东门停车场   | 05:50 | 17:42 | 不适用         | 不适用 | 不适用 | 1元、IC卡通用            |                                                            |
| 句容西站专线   | 句容西站专线   | 客运中心         | 07:00 | 18:50 | 句容西站       | 08:30 | 20:20 | 5元、IC卡无优惠          |                                                            |
| 葛村-甸岗      | 主线           | 葛村幼儿园       | 工作日：08:20/10:20/14:00 节假日：07:00/08:20/09:20/10:20/14:00/16:30 | 工作日：08:20/10:20/14:00 节假日：07:00/08:20/09:20/10:20/14:00/16:30 | 甸岗           | 工作日：08:50/10:45/14:25 节假日：07:30/08:50/09:50/10:45/14:25/16:55 | 工作日：08:50/10:45/14:25 节假日：07:30/08:50/09:50/10:45/14:25/16:55 | 1元、IC卡不用            | 句容镇村一分公司运营                                       |
| 葛村-甸岗      | 支1线          | 葛村幼儿园       | 节假日：15:40 | 节假日：15:40 | 祁庄           | 节假日：16:00 | 节假日：16:00 | 1元、IC卡不用            | 句容镇村一分公司运营                                       |
| 葛村-甸岗      | 支1线          | 葛村幼儿园       | 工作日：07:20/16:00 | 工作日：07:20/16:00 | 祁庄           | 工作日：07:00/15:40 | 工作日：07:00/15:40 | 1元、IC卡不用            | 句容镇村一分公司运营                                       |
| 葛村-甸岗      | 支2线          | 葛村幼儿园       | 工作日：08:00/15:20 | 工作日：08:00/15:20 | 孙庄           | 工作日：07:40/15:00 | 工作日：07:40/15:00 | 1元、IC卡不用            | 句容镇村一分公司运营                                       |
| 葛村-刘庄      | 葛村-刘庄      | 葛村幼儿园       | 07:00/08:20/09:20/10:20/14:20/15:30/16:30 | 07:00/08:20/09:20/10:20/14:20/15:30/16:30 | 刘庄           | 07:20/08:40/09:40/10:40/14:40/15:50/16:45 | 07:20/08:40/09:40/10:40/14:40/15:50/16:45 | 1元、IC卡不用            | 句容镇村一分公司运营                                       |
| 葛村-方西      | 主线           | 葛村幼儿园       | 工作日：07:50/10:00/13:20/15:00 节假日：07:50/09:00/10:00/13:20/15:00 | 工作日：07:50/10:00/13:20/15:00 节假日：07:50/09:00/10:00/13:20/15:00 | 方西           | 工作日：08:10/10:20/13:40/15:20 节假日：08:10/09:20/10:20/13:40/15:20 | 工作日：08:10/10:20/13:40/15:20 节假日：08:10/09:20/10:20/13:40/15:20 | 1元、IC卡不用            | 句容镇村一分公司运营                                       |
| 葛村-方西      | 支线           | 葛村幼儿园       | 工作日：08:00/15:20 | 工作日：08:00/15:20 | 节亭           | 工作日：07:40/15:00 | 工作日：07:40/15:00 | 1元、IC卡不用            | 句容镇村一分公司运营                                       |
| 郭庄-阳巷      | 郭庄-阳巷      | 郭庄客运站       | 07:50/10:00/13:00/14:30 | 07:50/10:00/13:00/14:30 | 城隍庙         | 08:15/10:15/13:25/14:55 | 08:15/10:15/13:25/14:55 | 1元、IC卡不用            | 句容镇村一分公司运营                                       |
| 郭庄-观庄      | 郭庄-观庄      | 郭庄客运站       | 07:50/10:00/13:00/14:30 | 07:50/10:00/13:00/14:30 | 观庄           | 08:15/10:15/13:25/14:55 | 08:15/10:15/13:25/14:55 | 1元、IC卡不用            | 句容镇村一分公司运营                                       |
| 郭庄-唐庄      | 郭庄-唐庄      | 郭庄客运站       | 工作日：08:30/10:00/14:00 节假日：08:30/10:00/14:00/15:30 | 工作日：08:30/10:00/14:00 节假日：08:30/10:00/14:00/15:30 | 唐庄           | 工作日：08:45/10:15/14:15 节假日：08:45/10:15/14:15/15:45 | 工作日：08:45/10:15/14:15 节假日：08:45/10:15/14:15/15:45 | 1元、IC卡不用            | 句容镇村一分公司运营                                       |
| 郭庄-节亭      | 郭庄-节亭      | 郭庄客运站       | 工作日：08:30/10:00/14:00 节假日：08:30/10:00/14:00/15:30 | 工作日：08:30/10:00/14:00 节假日：08:30/10:00/14:00/15:30 | 节亭           | 工作日：08:45/10:15/14:15 节假日：08:45/10:15/14:15/15:45 | 工作日：08:45/10:15/14:15 节假日：08:45/10:15/14:15/15:45 | 1元、IC卡不用            | 句容镇村一分公司运营                                       |
| 天王-白阳      | 主线           | 天王车站         | 周一至周五：07:00/07:50/08:20/08:50/09:20/09:50/10:10/10:40/12:50/14:10/14:50/15:20/16:00 周末：07:00/07:10/07:50/08:20/08:50/09:10/09:30/09:5010:40/12:50/13:50/14:20/14:50/15:30/15:50/16:10 | 周一至周五：07:00/07:50/08:20/08:50/09:20/09:50/10:10/10:40/12:50/14:10/14:50/15:20/16:00 周末：07:00/07:10/07:50/08:20/08:50/09:10/09:30/09:5010:40/12:50/13:50/14:20/14:50/15:30/15:50/16:10 | 白阳           | 周一至周五：07:20/08:10/08:40/09:10/09:40/10:10/10:50/11:00/13:10/14:30/15:10/15:40/16:20 周末：07:20/07:50/08:10/08:40/09:10/09:30/09:50/10:10/11:00/13:10/14:10/14:40/15:10/15:50/16:10/16:30 | 周一至周五：07:20/08:10/08:40/09:10/09:40/10:10/10:50/11:00/13:10/14:30/15:10/15:40/16:20 周末：07:20/07:50/08:10/08:40/09:10/09:30/09:50/10:10/11:00/13:10/14:10/14:40/15:10/15:50/16:10/16:30 | 1元、IC卡不用            | 句容镇村一分公司运营                                       |
| 天王-白阳      | 支线           | 天王车站         | 周一至周五：07:10/13:30 周末：10:10/13:30 | 周一至周五：07:10/13:30 周末：10:10/13:30 | 白阳           | 周一至周五：07:50/14:10 周末：10:50/14:10 | 周一至周五：07:50/14:10 周末：10:50/14:10 | 1元、IC卡不用            | 句容镇村一分公司运营，经老人山医院                         |
| 天王-潘冲      | 天王-潘冲      | 天王车站         | 周一至周五：08:00/10:00/13:00/14:30 周末：07:00/08:30/10:00/13:00/14:30/16:30 | 周一至周五：08:00/10:00/13:00/14:30 周末：07:00/08:30/10:00/13:00/14:30/16:30 | 潘冲           | 周一至周五：08:20/10:20/13:20/14:50 周末：07:20/08:50/10:20/13:20/14:50/16:50 | 周一至周五：08:20/10:20/13:20/14:50 周末：07:20/08:50/10:20/13:20/14:50/16:50 | 1元、IC卡不用            | 句容镇村一分公司运营                                       |
| 上杆-茅山      | 上杆-茅山      | 上杆             | 08:00/13:30 | 08:00/13:30 | 茅山           | 10:00/15:30 | 10:00/15:30 | 1元、IC卡不用            | 句容镇村一分公司运营                                       |
| 上杆-袁巷-青杆 | 上杆-袁巷-青杆 | 上杆             | 周一至周五：07:40/08:40/09:40/13:30/14:30/15:30 | 周一至周五：07:40/08:40/09:40/13:30/14:30/15:30 | 青杆           | 周一至周五：08:00/09:00/10:00/13:50/14:50/15:50 | 周一至周五：08:00/09:00/10:00/13:50/14:50/15:50 | 1元、IC卡不用            | 句容镇村一分公司运营                                       |
| 春城-宝堰      | 春城-宝堰      | 春城             | 07:00/08:00/08:30/09:00/10:00/10:30/13:00/14:00/15:00/16:30 | 07:00/08:00/08:30/09:00/10:00/10:30/13:00/14:00/15:00/16:30 | 宝堰客运站     | 07:20/08:20/08:50/09:20/10:20/13:20/14:20/15:20 | 07:20/08:20/08:50/09:20/10:20/13:20/14:20/15:20 | 2元、IC卡不用            | 句容镇村二分公司运营                                       |
| 春城-吴甲      | 春城-吴甲      | 春城             | 08:00/10:00/13:00/15:00 | 08:00/10:00/13:00/15:00 | 吴甲           | 08:20/10:20/13:20/15:20 | 08:20/10:20/13:20/15:20 | 1元、IC卡不用            | 句容镇村二分公司运营                                       |
| 春城-墓东      | 春城-墓东      | 春城             | 08:00/10:00/13:00/15:00 | 08:00/10:00/13:00/15:00 | 墓东           | 08:20/10:20/13:20/15:20 | 08:20/10:20/13:20/15:20 | 1元、IC卡不用            | 句容镇村二分公司运营                                       |
| 春城-西宋-何庄 | 春城-西宋-何庄 | 春城             | 08:00/10:00/13:00/15:00 | 08:00/10:00/13:00/15:00 | 何庄           | 08:20/10:20/13:20/15:20 | 08:20/10:20/13:20/15:20 | 1元、IC卡不用            | 句容镇村二分公司运营                                       |
| 春城-蔡门      | 春城-蔡门      | 春城             | 07:00/08:00/09:00/10:20/13:00/14:00/15:00/16:00 | 07:00/08:00/09:00/10:20/13:00/14:00/15:00/16:00 | 蔡门           | 07:25/08:25/09:25/13:25/14:25/15:25 | 07:25/08:25/09:25/13:25/14:25/15:25 | 1元、IC卡不用            | 句容镇村二分公司运营                                       |
| 茅山-北大荒    | 茅山-北大荒    | 茅山             | 07:00/08:30/10:00/13:00/14:30/16:00 | 07:00/08:30/10:00/13:00/14:30/16:00 | 北大荒         | 07:20/08:55/10:25/13:25/14:55/16:20 | 07:20/08:55/10:25/13:25/14:55/16:20 | 1元、IC卡不用            | 句容镇村二分公司运营                                       |
| 茅山-潘冲      | 茅山-潘冲      | 茅山             | 07:00/08:30/10:00/13:00/14/30/16:00 | 07:00/08:30/10:00/13:00/14/30/16:00 | 潘冲           | 07:20/08:55/10:25/13:25/14:55/16:20 | 07:20/08:55/10:25/13:25/14:55/16:20 | 1元、IC卡不用            | 句容镇村二分公司运营                                       |
| 茅山-茅陈      | 茅山-茅陈      | 茅山             | 07:00/08:30/10:00/13:00/14:30/16:00 | 07:00/08:30/10:00/13:00/14:30/16:00 | 茅陈           | 07:20/08:50/10:20/13:20/14:50/16:20 | 07:20/08:50/10:20/13:20/14:50/16:20 | 1元、IC卡不用            | 句容镇村二分公司运营                                       |
| 句容-水北      | 句容-水北      | 句容镇村公交公司 | 07:00/08:30/10:00/13:30/15:00/16:30 | 07:00/08:30/10:00/13:30/15:00/16:30 | 水北           | 07:30/09:00/10:30/14:00/15:30/16:55 | 07:30/09:00/10:30/14:00/15:30/16:55 | 1元、IC卡不用            | 句容镇村二分公司运营                                       |
| 句容-本湖      | 句容-本湖      | 句容镇村公交公司 | 07:00/08:10/09:20/10:30/13:30/14:30/15:30/16:20 | 07:00/08:10/09:20/10:30/13:30/14:30/15:30/16:20 | 本湖           | 07:40/08:50/10:00/11:05/14:10/15:10/16:10/16:55 | 07:40/08:50/10:00/11:05/14:10/15:10/16:10/16:55 | 1元、IC卡不用            | 句容镇村二分公司运营                                       |
| 后白-高坪      | 后白-高坪      | 后白             | 07:50/09:00/10:00/13:00/15:15/16:00 | 07:50/09:00/10:00/13:00/15:15/16:00 | 高坪           | 08:00/09:15/10:15/13:15/15:30/16:15 | 08:00/09:15/10:15/13:15/15:30/16:15 | 1元、IC卡不用            | 句容镇村二分公司运营                                       |
| 华阳-慈悲亭    | 华阳-慈悲亭    | 西门             | 07:20/08:30/10:30/14:00/15:00/16:30 | 07:20/08:30/10:30/14:00/15:00/16:30 | 慈悲亭         | 07:40/09:00/10:50/14:30/15:30/16:50 | 07:40/09:00/10:50/14:30/15:30/16:50 | 1元、IC卡不用            | 句容镇村二分公司运营                                       |
| 后白-闸头      | 后白-闸头      | 后白             | 07:00/07:50/08:35/09:10/09:45/10:20/13:30/14:10/14:50/15:30/16:00/16:35 | 07:00/07:50/08:35/09:10/09:45/10:20/13:30/14:10/14:50/15:30/16:00/16:35 | 闸头           | 07:20/08:10/08:55/09:30/10:05/10:40/13:50/14:30/15:10/15:50/16:20/17:00 | 07:20/08:10/08:55/09:30/10:05/10:40/13:50/14:30/15:10/15:50/16:20/17:00 | 1元、IC卡不用            | 句容镇村二分公司运营                                       |
| 二圣-曙光      | 二圣-曙光      | 二圣             | 07:00/18:00/10:00/13:30/15:00/16:00 | 07:00/18:00/10:00/13:30/15:00/16:00 | 曙光           | 07:30/08:30/10:30/14:00/15:30/16:30 | 07:30/08:30/10:30/14:00/15:30/16:30 | 1元、IC卡不用            | 句容镇村二分公司运营                                       |
| 茅西-何庄      | 茅西-何庄      | 茅西             | 07:00/09:00/10:00/13:30/15:00/13:35 | 07:00/09:00/10:00/13:30/15:00/13:35 | 何庄           | 07:20/09:20/10:20/13:50/15:20/16:55 | 07:20/09:20/10:20/13:50/15:20/16:55 | 1元、IC卡不用            | 句容镇村二分公司运营                                       |
| 茅西-天王      | 茅西-天王      | 茅西             | 07:00/08:00/08:35/09:10/09:45/10:20/13:30/14:10/14:50/15:30/16:00/16:35 | 07:00/08:00/08:35/09:10/09:45/10:20/13:30/14:10/14:50/15:30/16:00/16:35 | 天王           | 07:20/08:20/08:55/09:30/10:05/10:40/13:50/14:30/15:10/15:50/16:20/16:55 | 07:20/08:20/08:55/09:30/10:05/10:40/13:50/14:30/15:10/15:50/16:20/16:55 | 1元、IC卡不用            | 句容镇村二分公司运营                                       |
| 下蜀-桥头      | 下蜀-桥头      | 下蜀客运站       | 07:00/09:10/11:00/13:00/15:00/17:00 | 07:00/09:10/11:00/13:00/15:00/17:00 | 桥头           | 07:15/09:25/11:15/13:15/15:15/17:15 | 07:15/09:25/11:15/13:15/15:15/17:15 | 1元、IC卡不用            | 句容镇村三分公司运营                                       |
| 下蜀-台泥      | 下蜀-台泥      | 下蜀客运站       | 07:50/09:50/13:50/15:50 | 07:50/09:50/13:50/15:50 | 台泥水泥厂     | 08:20/10:20/14:20/16:20 | 08:20/10:20/14:20/16:20 | 1元、IC卡不用            | 句容镇村三分公司运营                                       |
| 亭子-乌龟桥    | 亭子-乌龟桥    | 亭子             | 08:30/10:10/13:20/15:30 | 08:30/10:10/13:20/15:30 | 乌龟桥         | 09:10/10:50/14:00/16:00 | 09:10/10:50/14:00/16:00 | 1元、IC卡不用            | 句容镇村三分公司运营                                       |
| 行香-陈武      | 行香-陈武      | 行香             | 08:00/10:00/14:00/15:00 | 08:00/10:00/14:00/15:00 | 陈武           | 08:30/10:30/14:30/15:30 | 08:30/10:30/14:30/15:30 | 1元、IC卡不用            | 句容镇村四分公司运营                                       |
| 行香-春城      | 行香-春城      | 行香             | 08:00/10:00/14:00/15:00 | 08:00/10:00/14:00/15:00 | 春城           | 08:30/10:30/14:30/15:30 | 08:30/10:30/14:30/15:30 | 1元、IC卡不用            | 句容镇村四分公司运营                                       |
| 行香-古隍      | 行香-古隍      | 行香             | 08:30/10:30/14:30/15:30 | 08:30/10:30/14:30/15:30 | 古隍           | 08:30/10:30/14:30/15:30 | 08:30/10:30/14:30/15:30 | 1元、IC卡不用            | 句容镇村四分公司运营                                       |
| 陈武-小茅山    | 陈武-小茅山    | 陈武             | 08:00/09:00/10:00/14:00/15:30 | 08:00/09:00/10:00/14:00/15:30 | 小茅山         | 08:30/09:30/10:30/14:30/16:30 | 08:30/09:30/10:30/14:30/16:30 | 1元、IC卡不用            | 句容镇村四分公司运营                                       |
| 陈武-大卓      | 陈武-大卓      | 陈武             | 08:00/09:00/10:00/14:00/15:00 | 08:00/09:00/10:00/14:00/15:00 | 大卓           | 08:30/09:30/10:30/14:30/16:00 | 08:30/09:30/10:30/14:30/16:00 | 1元、IC卡不用            | 句容镇村四分公司运营                                       |
| 陈武-石山头    | 陈武-石山头    | 陈武             | 07:00/09:30/13:00/15:00 | 07:00/09:30/13:00/15:00 | 石山头         | 07:30/10:30/14:00/16:00 | 07:30/10:30/14:00/16:00 | 1元、IC卡不用            | 句容镇村四分公司运营                                       |
| 东昌-石山头    | 东昌-石山头    | 东昌             | 08:00/10:00/14:00/15:30 | 08:00/10:00/14:00/15:30 | 石山头         | 08:30/10:30/14:30/16:00 | 08:30/10:30/14:30/16:00 | 1元、IC卡不用            | 句容镇村四分公司运营                                       |
| 东昌-行香      | 东昌-行香      | 东昌             | 08:00/10:00/14:00/15:30 | 08:00/10:00/14:00/15:30 | 行香           | 08:30/10:30/14:30/16:00 | 08:30/10:30/14:30/16:00 | 1元、IC卡不用            | 句容镇村四分公司运营                                       |
| 东昌-白兔      | 东昌-白兔      | 东昌             | 08:00/10:00/14:00/15:30 | 08:00/10:00/14:00/15:30 | 白兔桥         | 08:30/10:30/14:30/16:00 | 08:30/10:30/14:30/16:00 | 1元、IC卡不用            | 句容镇村四分公司运营                                       |

## 异地跨市线路
| 番号         | 番号         | 起讫站           | 首班                                                  | 末班                                                  | 间隔时间                                              | 间隔时间                                              | 起讫站            | 首班                                                  | 末班                                                  | 间隔时间                                              | 间隔时间                                              | 票价                     | 备注                                                                       |
| 番号         | 番号         | 起讫站           | 首班                                                  | 末班                                                  | 高峰                                                  | 平峰                                                  | 起讫站            | 首班                                                  | 末班                                                  | 高峰                                                  | 平峰                                                  | 票价                     | 备注                                                                       |
| 159          | 159          | 经天路地铁站南   | 06:00                                                 | 20:00                                                 | 25                                                    | 45                                                    | 凤坛花园          | 06:00                                                 | 20:00                                                 | 25                                                    | 45                                                    | 2元、IC卡通用            | “凤坛花园”至“仙林国际花园”沿途各站点位于镇江市句容市境内                   |
| 191          | 主线         | 经天路地铁站南   | 09:40                                                 | 20:00                                                 | 20                                                    | 40                                                    | 宝华山(千华古村)  | 09:40                                                 | 20:00                                                 | 20                                                    | 40                                                    | 2元、IC卡通用            | “宝华山(千华古村)”至“仙林国际花园”沿途各站点位于镇江市句容市境内           |
| 191          | 区间         | 经天路地铁站南   | 06:35                                                 | 08:10                                                 |                                                       |                                                       | 仙林东路·宝华花园 | 06:00                                                 | 09:00                                                 |                                                       |                                                       | 2元、IC卡通用            | “仙林东路·宝华花园”至“仙林国际花园”沿途各站点位于镇江市句容市境内          |
| 194          | 194          | 栖霞             | 05:00                                                 | 20:00                                                 | 20                                                    | 30                                                    | 龙潭              | 05:45                                                 | 20:00                                                 | 20                                                    | 30                                                    | 2元、IC卡通用            | “宝华”、“珠子山”、“警校”、“东阳”站点位于镇江市句容市境内                   |
| 195          | 195          | 栖霞             | 06:00/07:30/09:00/10:30/12:00/13:30/15:00/16:30/18:00 | 06:00/07:30/09:00/10:30/12:00/13:30/15:00/16:30/18:00 | 06:00/07:30/09:00/10:30/12:00/13:30/15:00/16:30/18:00 | 06:00/07:30/09:00/10:30/12:00/13:30/15:00/16:30/18:00 | 宝华山(千华古村)  | 06:40/08:10/09:40/11:10/12:40/14:10/15:40/17:10/18:40 | 06:40/08:10/09:40/11:10/12:40/14:10/15:40/17:10/18:40 | 06:40/08:10/09:40/11:10/12:40/14:10/15:40/17:10/18:40 | 06:40/08:10/09:40/11:10/12:40/14:10/15:40/17:10/18:40 | 2元、IC卡通用            | “宝华山(千华古村)”、“宝华开发区”、“和平村”站点位于镇江市句容市境内         |
| 833          | 833          | 东山总站         | 05:30                                                 | 19:30                                                 |                                                       |                                                       | 周岗              | 05:30                                                 | 19:00                                                 |                                                       |                                                       | 翻牌票价3、2元、IC卡通用 | “石家边”、“城隍庙”、“柏家边”位于镇江市句容市境内                           |
| D5           | D5           | 经天路地铁站南   | 06:30                                                 | 22:00                                                 |                                                       |                                                       | 营防              | 05:30                                                 | 21:00                                                 |                                                       |                                                       | 3元、IC卡通用            | “仙林国际花园”至“岔龙路”沿途各站点位于镇江市句容市境内                     |
| D19          | D19          | 钟灵街           | 05:00                                                 | 20:10                                                 |                                                       |                                                       | 碧桂园·凤凰城     | 06:00                                                 | 21:10                                                 |                                                       |                                                       | 3元、IC卡通用            | “碧桂园·凤凰城”、“东营房”站点位于镇江市句容市境内                          |
| 溧水13       | 主线         | 汽车客运站       | 05:50                                                 | 18:10                                                 |                                                       |                                                       | 郭庄客运站        | 06:30                                                 | 18:10                                                 |                                                       |                                                       | 2元、IC卡通用            | “郭庄客运站”站点位于镇江市句容市境内                                       |
| 溧水13       | 支线         | 汽车客运站       | 05:50/07:50/09:50/12:45                               | 05:50/07:50/09:50/12:45                               | 05:50/07:50/09:50/12:45                               | 05:50/07:50/09:50/12:45                               | 郭庄客运站        | 06:50/08:50/11:00/13:55                               | 06:50/08:50/11:00/13:55                               | 06:50/08:50/11:00/13:55                               | 06:50/08:50/11:00/13:55                               | 2元、IC卡通用            | 已停运，“郭庄客运站”站点位于镇江市句容市境内                               |
| 32           | 32           | 火车站公交中心站 | 6:30/8:13/9:20/12:27/14:10/15:49/17:00                | 6:30/8:13/9:20/12:27/14:10/15:49/17:00                | 6:30/8:13/9:20/12:27/14:10/15:49/17:00                | 6:30/8:13/9:20/12:27/14:10/15:49/17:00                | 民航机场          | 6:35/7:38/9:21/10:28/13:35/15:18/16:57/18:08          | 6:35/7:38/9:21/10:28/13:35/15:18/16:57/18:08          | 6:35/7:38/9:21/10:28/13:35/15:18/16:57/18:08          | 6:35/7:38/9:21/10:28/13:35/15:18/16:57/18:08          | 3元、IC卡通用            | “机场部队”站点位于镇江市丹阳市境内                                         |
| 34           | 34           | 江南商场公交站   | 06:45                                                 | 19:15                                                 | 35                                                    | 60                                                    | 公交吕城首末站    | 05:30                                                 | 18:00                                                 | 35                                                    | 60                                                    | 3元、IC卡通用            | “公交吕城首末站”、“吕城姜家村”、“吕城庄家塘”站点位于镇江市丹阳市境内       |
| 88           | 88           | 西林公园公交枢纽 | 05:50                                                 | 18:30                                                 | 35                                                    | 50                                                    | 金坛客运北站      | 05:35                                                 | 18:00                                                 | 35                                                    | 50                                                    | 4元、IC卡通用            | 原常金巴士，“张埝太平山”至“皇塘镇政府”沿途各站点位于镇江市丹阳市境内       |
| 255A         | 255A         | 公交总站         | 06:40/08:20/09:35/12:55/14:10/15:25                   | 06:40/08:20/09:35/12:55/14:10/15:25                   | 06:40/08:20/09:35/12:55/14:10/15:25                   | 06:40/08:20/09:35/12:55/14:10/15:25                   | 荣炳              | 07:40/09:20/10:35/13:55/15:10/16:25                   | 07:40/09:20/10:35/13:55/15:10/16:25                   | 07:40/09:20/10:35/13:55/15:10/16:25                   | 07:40/09:20/10:35/13:55/15:10/16:25                   | 1元、IC卡通用            | “戴甲”、“蒲圩村”、“荣炳”站点位于镇江市丹徒区境内                           |
| 255B         | 255B         | 公交总站         | 06:10/07:30/09:10/10:25/12:30/13:45/15:00             | 06:10/07:30/09:10/10:25/12:30/13:45/15:00             | 06:10/07:30/09:10/10:25/12:30/13:45/15:00             | 06:10/07:30/09:10/10:25/12:30/13:45/15:00             | 延陵客运站        | 07:10/08:30/10:10/11:25/13:30/14:45/16:00             | 07:10/08:30/10:10/11:25/13:30/14:45/16:00             | 07:10/08:30/10:10/11:25/13:30/14:45/16:00             | 07:10/08:30/10:10/11:25/13:30/14:45/16:00             | 1元、IC卡通用            | “官井头”、“西洲村”、“延陵客运站”站点位于镇江市丹徒区境内                   |
| 317          | 317          | 登冠客运站       | 7:00/8:20/9:40/11:00/13:00/14:20/15:30/16:40          | 7:00/8:20/9:40/11:00/13:00/14:20/15:30/16:40          | 7:00/8:20/9:40/11:00/13:00/14:20/15:30/16:40          | 7:00/8:20/9:40/11:00/13:00/14:20/15:30/16:40          | 延陵客运站        | 7:20/8:40/10:00/11:20/13:20/14:40/15:50/17:00         | 7:20/8:40/10:00/11:20/13:20/14:40/15:50/17:00         | 7:20/8:40/10:00/11:20/13:20/14:40/15:50/17:00         | 7:20/8:40/10:00/11:20/13:20/14:40/15:50/17:00         | 1元、IC卡通用            | “延陵客运站”站点位于镇江市丹阳市境内                                       |
| 331          | 331          | 西阳客运站       | 07:10/08:10/09:10/10:30/13:10/14:10/14:10/16:10       | 07:10/08:10/09:10/10:30/13:10/14:10/14:10/16:10       | 07:10/08:10/09:10/10:30/13:10/14:10/14:10/16:10       | 07:10/08:10/09:10/10:30/13:10/14:10/14:10/16:10       | 荣炳建筑公司      | 07:40/08:40/09:40/11:00/13:40/14:40/15:40/16:40       | 07:40/08:40/09:40/11:00/13:40/14:40/15:40/16:40       | 07:40/08:40/09:40/11:00/13:40/14:40/15:40/16:40       | 07:40/08:40/09:40/11:00/13:40/14:40/15:40/16:40       | 1元、IC卡通用            | “盐府路西站”至“荣炳建筑公司”沿途各站点位于镇江市丹徒区境内                 |
| 扬镇旅游专线 | 扬镇旅游专线 | 瘦西湖(虹桥坊)   | 06:30                                                 | 18:30                                                 | 40-50                                                 | 40-50                                                 | 焦山公园          | 06:30                                                 | 18:30                                                 | 40-50                                                 | 40-50                                                 | 15元、IC卡无优惠         | 江天汽运与扬汽集团合营，“中平桥”至“瘦西湖(虹桥坊)”沿途各站点位于扬州市境内 |